# Стартовий комплекс бази ВПС США мису Канаверал LC-39
28°35′38″ пн. ш. 80°37′34″ зх. д. / 28.593888888889° пн. ш. 80.626111111111° зх. д.
LC-39 (англ. Launch Complex 39, буквально «Стартовий комплекс-39») — стартовий комплекс, розташований на території космічного центру Кеннеді, який знаходиться на острові Меррітт в окрузі Бревард штату Флорида. Складається із трьох стартових майданчиків — LC-39A, LC-39B і LC-39C, Будівлі вертикальної збірки, дороги, використовуваної гусеничними транспортерами для перевезення мобільних пускових платформ, Центру керування запуском та інших допоміжних будівель.
Комплекс побудований в 1960-ті роки, спеціально для запусків ракети-носія «Сатурн V», найбільшою з тих, що коли-небудь застосовувалися. Будівництво обійшлося у 800 млн доларів США.
Надалі, з 1981 по 2011 рік, комплекс використовувався для запусків Спейс шаттлів. Усі 135 запусків шатлів зроблені зі стартового комплексу LC-39.
Також комплекс використовувався для випробувань ракети-носія «Арес-1», перша ступінь якого створена на основі конструкції ракетних прискорювачів, що використовувалися у програмі «Спейс Шаттл». Єдиний запуск був проведений в 2009 році.
Майданчик LC-39A з 2014 року передано в оренду компанії SpaceX, переобладнаний для запуску ракет-носіїв Falcon 9 і Falcon Heavy. Перший запуск ракети Falcon 9 з майданчика відбувся 19 лютого 2017 року.
Майданчик LC-39B знаходиться в процесі переобладнання для запусків надважкої ракети SLS з пілотованим кораблем «Оріон», перший запуск очікується не раніше 2018 року.

## Історія

### Сатурн V
Після затвердження програми Аполлон по доставці людини на Місяць, виникла необхідність у створенні стартових майданчиків для надважкої ракети-носія «Сатурн V», яка була обрана засобом виведення на орбіту космічного корабля Аполлон. У 1962 році НАСА почало купувати землю на острові Мерріт для їх побудови. Початковий план передбачав створення 4 ідентичних стартових майданчиків, але побудовано було лише два, названі LC-39A і LC-39B. Створення комплексу було завершено у 1966 році.

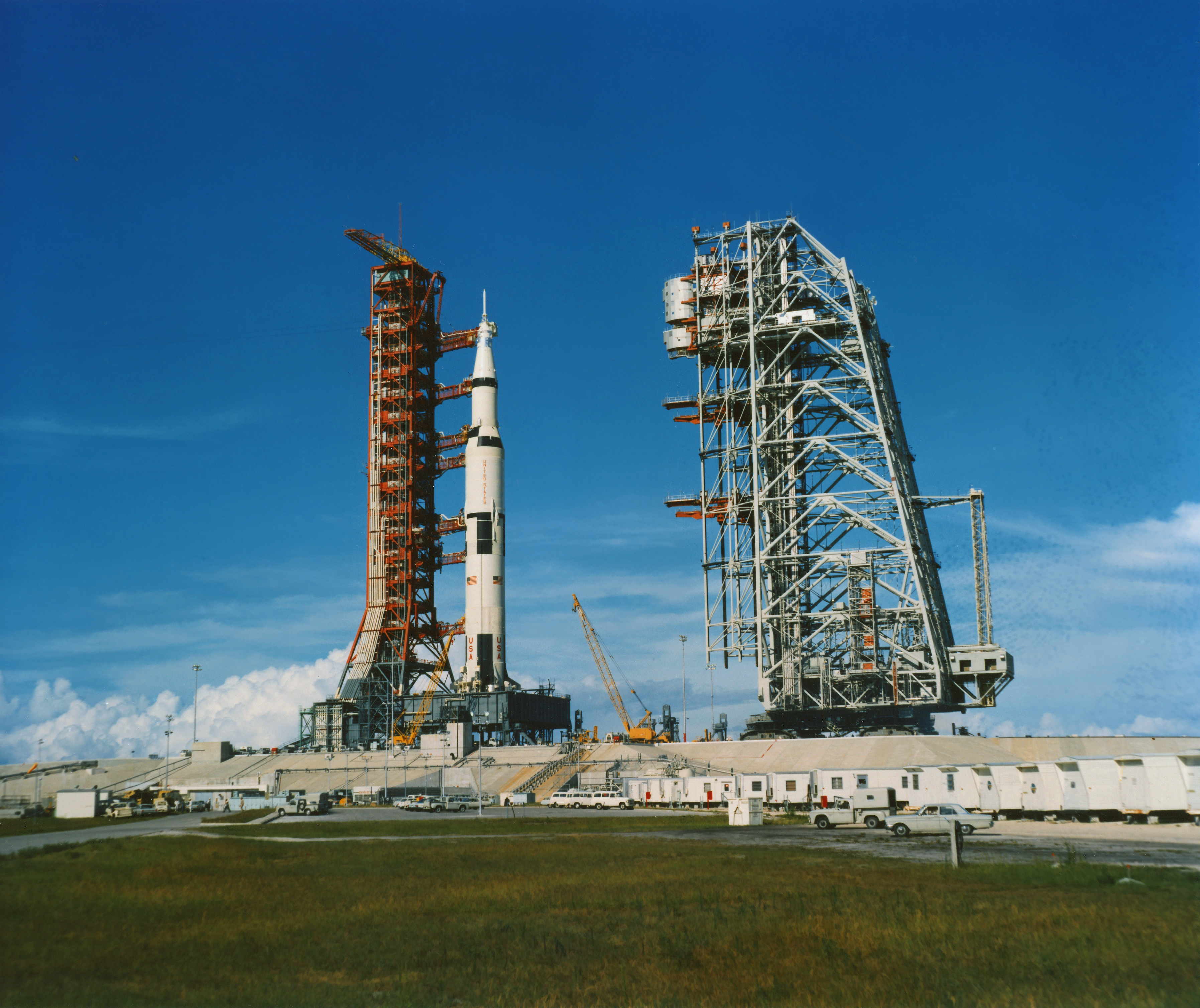
«Сатурн V» перед запуском «Аполлон-11» встановлений на мобільній пусковій платформі, ліворуч від ракети — стартова заправна вежа, праворуч — мобільна вежа обслуговування.

Збірка «Сатурн V» відбувалася в будівлі вертикальної збірки (англ. Vertical Assembly Building). Перша ступінь ракети-носія встановлювалася на одну з трьох мобільних пускових платформ (англ. Mobile Launcher Platform) розмірами 49 на 41 м, після чого, за допомогою кранів зверху монтувалися друга і третя ступені, а потім корабель «Аполлон». Частиною платформи була 120-метрова стартова кабель-заправна вежа (англ. Launch Umbilical Tower), обладнана двома ліфтами і дев'ятьма рухомими «руками», з допомогою яких здійснювалась подача палива і електроживлення до кожного із ступенів, а також посадка астронавтів в кабіну корабля (верхня рука). Повністю зібраний на пусковій платформі, але не заправлений «Сатурн V» (сумарна вага конструкції становила 5715 т) за допомогою одного з двох гусеничних транспортерів (англ. crawler-transporter по спеціально підготовленій, вимощеній щебенем дорозі переміщали до одного із стартових майданчиків (5,6 км до LC-39A і 6,8 км до LC-39B). Майданчики розташовані в 2660 м одна від одної в цілях безпеки, на випадок розльоту уламків при аварії ракети-носія. Після розміщення пускової платформи з ракетою на стартовому майданчику, другий гусеничний транспортер подкочував до неї 125-метрову рухому вежу обслуговування (англ. Mobile Service Structure), яка давала доступ технічному персоналу на всі рівні ракети для виконання останніх перевірок і відкочувалася незадовго перед запуском. Для відводу вихлопу ракети під кожним майданчиком був обладнаний рів глибиною 13 метрів, шириною 18 м та довжиною 137 м. Залізобетонний полум'явідображувач вагою 635 т, висотою 12 м, шириною 15 м і довжиною 23 м підкочували до майданчику по рейках, він направляв полум'я вихлопу в рів. Чотириповерхова будівля Центру управління запуском розташована біля будівлі вертикальної збірки.
Перший випробувальний безпілотний запуск ракети-носія «Сатурн V» з космічним кораблем «Аполлон-4» і макетом місячного модуля відбувся 9 листопада 1967 року зі стартового майданчика LC-39A. Звідси ж стартував і безпілотний «Аполлон-6». Перший і єдиний запуск «Сатурн V» зі стартового майданчика LC-39B відбувся в рамках місії «Аполлон-10». Усі інші пілотовані запуски, від «Аполлона-8» да «Аполлона-17», виконані з LC-39A. Останнім з 13 запусків «Сатурн V» стало виведення на навколоземну орбіту орбітальної станції «Скайлеб» 14 травня 1973 року.

### «Сатурн-1Б»

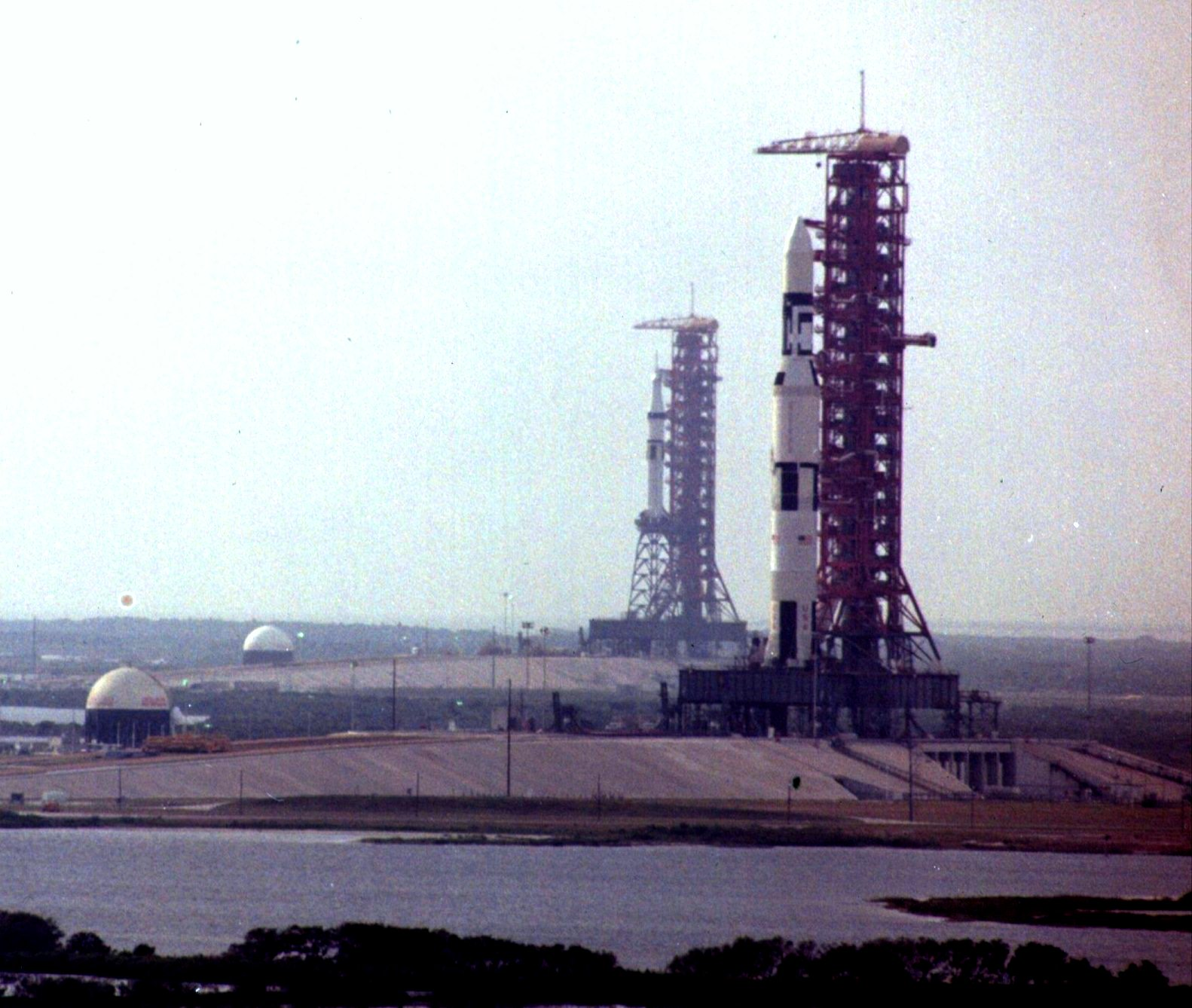
На передньому плані майданчик LC-39A і «Скайлеб» на ракеті-носії «Сатурн V», далі, на майданчику LC-39B, ракета Сатурн-1Б з кораблем «Аполлон» — місія Скайлеб-2.

Оскільки до 1973 року пускові майданчики LC-34 і SLC-37, використовувані для запусків «Сатурн-1Б» були розібрані, то для експедицій відвідування орбітальної станції «Скайлеб» (Скайлеб-2, Скайлеб-3, Скайлеб-4) був використаний стартовий майданчик LC-39B. Для коротших ракет «Сатурн-1Б» була модифікована мобільна пускова платформа № 1. Використання спеціальної ферми-перехідника, що дозволило використовувати стартову вежу і мобільну пускову платформу від ракети-носія «Сатурн V». Останнім, четвертим запуском «Сатурн-1Б» став політ у рамках місії «Союз — Аполлон», 15 липня 1975 року.

### Спейс Шаттл
Для запусків шатлів споруди стартового комплексу були модифіковані.
З мобільних пускових платформ № 2 і 3 були демонтовані стартові заправні вежі. Частина сегментів цих веж були встановлені на двох стартових майданчиках, як 75-метрова нерухома конструкції обслуговування (англ. Fixed Service Structure). На ній була встановлена рухлива «рука» для посадки в кабіну екіпажу шатла, і ще одна зі спеціальним ковпаком, що знаходиться над верхівкою зовнішнього паливного бака під час заправки. Через нього відводили випари рідкого кисню, перешкоджаючи утворенню на верху бака льоду, щоб шматки льоду, відпадаючи, не пошкодили човник при запуску. На верхівці вежі була встановлена 25-метрова щогла громовідводу, підвищуючи загальну висоту до 105,7 м. Збоку нерухомої вежі була зібрана рухома конструкція обслуговування (англ. Rotating Service Structure) висотою 57,6 м, яка може повертатися на 120°, яка підводилась до встановленого шатлу, надаючи доступ до його вантажного відсіку і відводилася в бік перед запуском. Самі мобільні пускові платформи теж зазнали зміни, замість одного великого отвору для відведення полум'я були зроблені три менші, один для двигунів самого шаттла і два для бічних твердопаливних прискорювачів. З боків отвори для відводу вогню двигунів шаттла встановлені 2 хвостові щогли обслуговування (англ. Tail Service Mast), через гнучкі відведення яких подавалися паливо, електроенергія і зв'язок. Для захисту людей і вантажу шатла від акустичного удару працюючих двигунів була створена система (англ. Sound suppression water system) для розбризкування великої кількості води під двигунами перед їх запуском. Для забезпечення системи поруч розташовувався бак з 1135 т води.

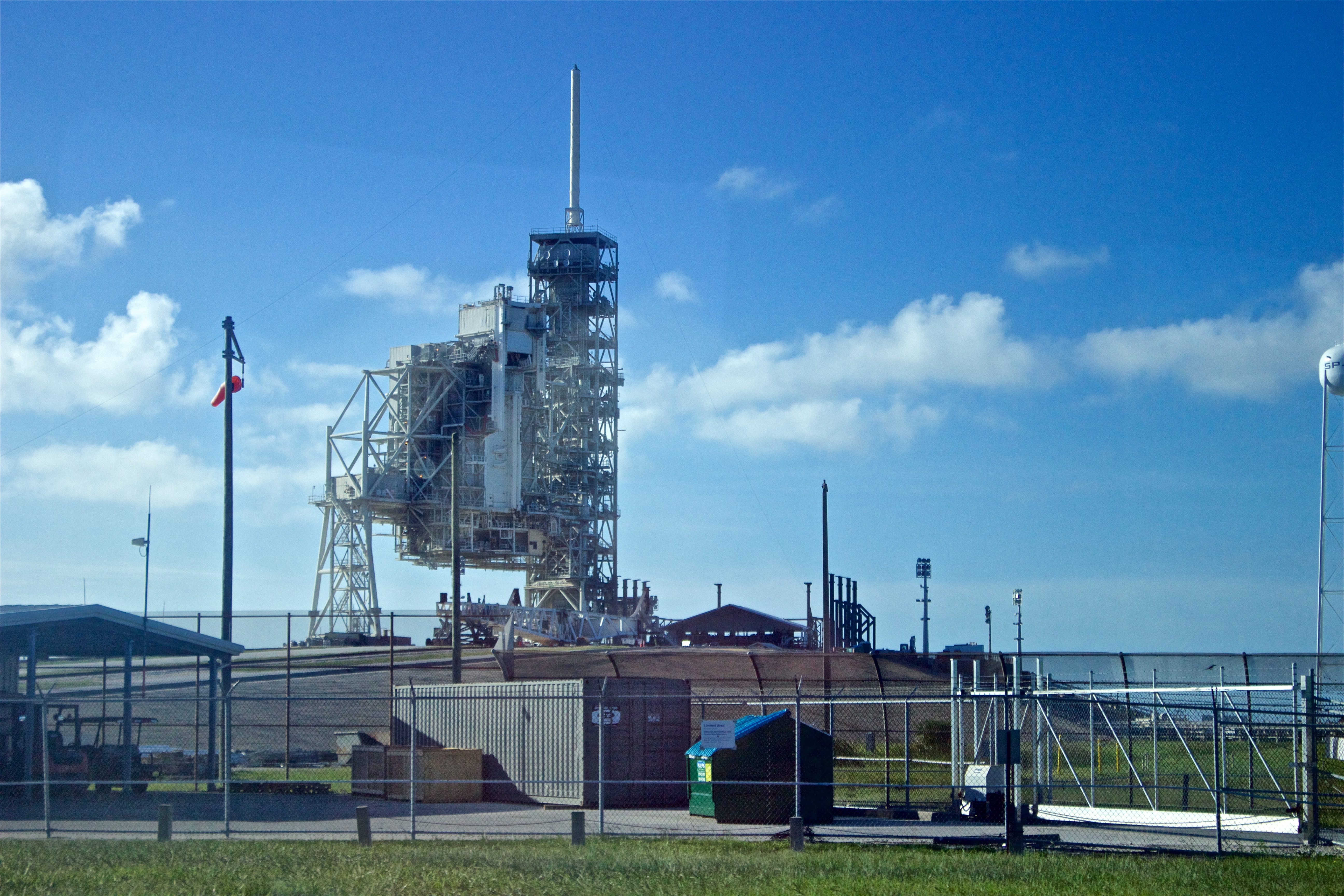
Стартовий майданчик 39A. Обертова і нерухомі конструкції обслуговування

Були побудовані 3 будівлі  для обслуговування човників (англ. Orbiter Processing Facility), куди їх заганяли відразу ж після посадки, зливали решту палива та інші робочі рідини, а потім проводили відновлення і готували до наступного польоту.
Будівля вертикальної збірки використовувалася для зберігання і тестування прискорювачів і паливного бака окремо, а також для остаточного складання і підготовки Спейс Шаттлу до запуску. Спочатку на мобільну пускову платформу встановлювалися 2 бічних твердопаливних прискорювача, потім доставлений по воді зовнішній паливний бак монтувався з прискорювачами, після цього підганявся човник, піднімався краном у вертикальне положення і інтегрувався з вже встановленими компонентами. Повністю зібрана конструкція доставлялася транспортером на стартовий майданчик.
Для посадки шатлів була створена одна з найдовших посадочних смуг у світі. Вона розташована за 3,2 км на північний захід від будівлі вертикальної збірки, має довжину 4572 м і ширину 91,4 м[джерело?].
Спочатку для запуску шатлів було переобладнано майданчик LC-39A, і запуск експедиції STS-1 на шатлі «Колумбія» відбувся 12 квітня 1981 року. Після останнього запуску «Сатурн-1Б» і скасування подальших запусків корабля «Аполлон», майданчик LC-39B був модифікований під шатли. Першою експедицією, яку запустили з неї, стала STS-51L, яка стартувала 28 січня 1986 року і закінчилася катастрофою шатла «Челленджер» на 73-й секунді польоту. Всього зі стартового майданчика LC-39B було запущено 53 шатла, останнім став запуск місії STS-116 10 грудня 2006 року. З майданчика LC-39A всього стартувало 82 шаттла; останнім шатлом, запущеним з нього і останньою експедицією шаттла стала STS-135, 8 липня 2011 року.

### Арес-1
Стартовий майданчик LC-39B був переобладнаний для запусків ракети-носія «Арес-1» у рамках програми «Сузір'я». Єдиний тестовий запуск Арес I-Х виконаний 28 жовтня 2009 року. Програма «Сузір'я» була закрита в лютому 2010 року.

## Сучасний стан

### LC-39A

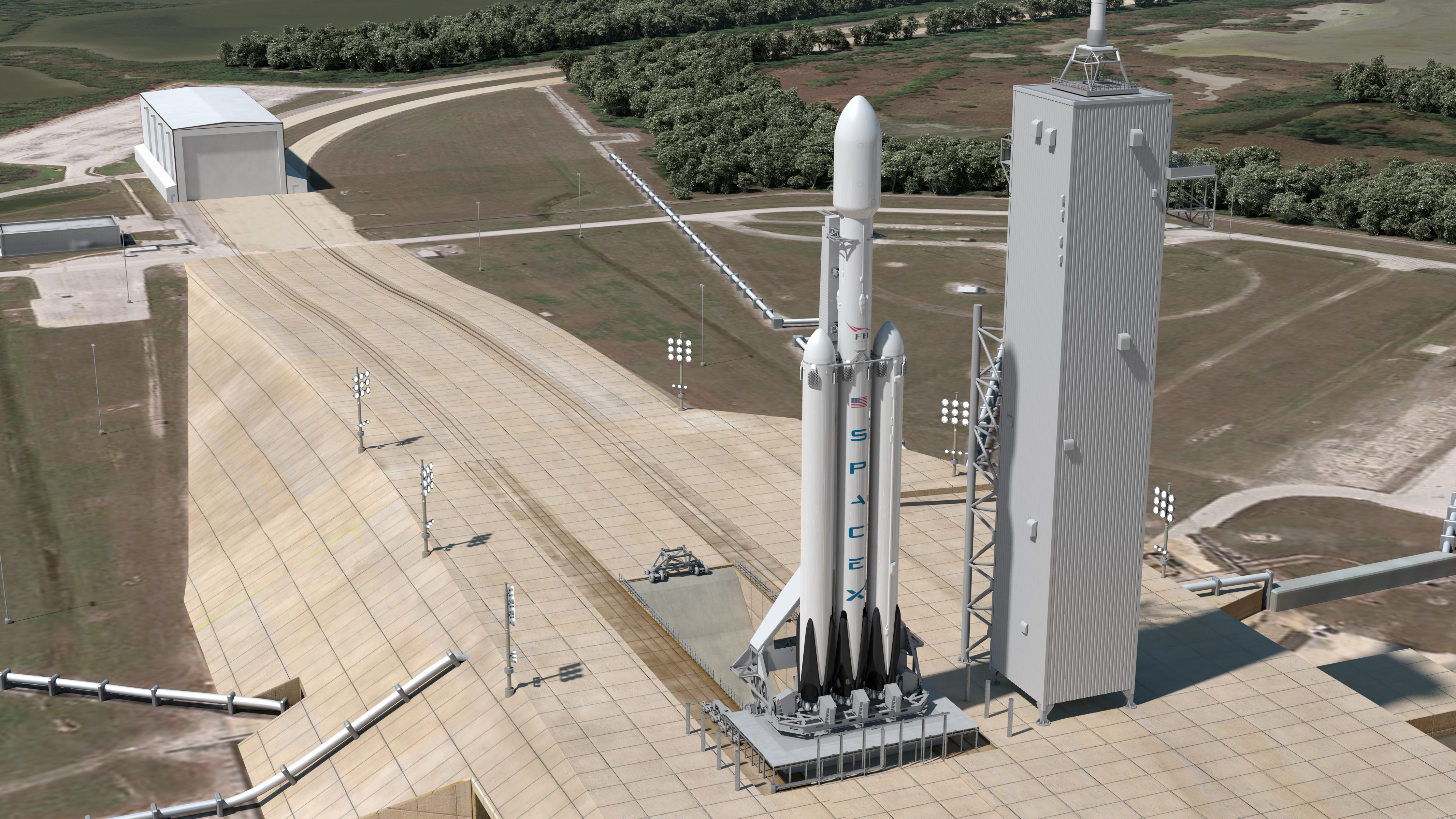
Візуалізація майбутнього майданчика

Після завершення програми запусків Спейс Шаттлів зникла необхідність у використанні цього майданчику, оскільки для програми «Сузір'я», а потім для запуску ракети-носія SLS планувалося використовувати сусідній майданчик LC-39B. Через те, що підтримання майданчику обходилося НАСА в суму близько мільйона доларів на рік, було прийнято рішення передати її приватним компаніям для розвитку сектора комерційних запусків. Компанія SpaceX розглядала майданчик як один з варіантів для своєї майбутньої важкої ракети Falcon Heavy.

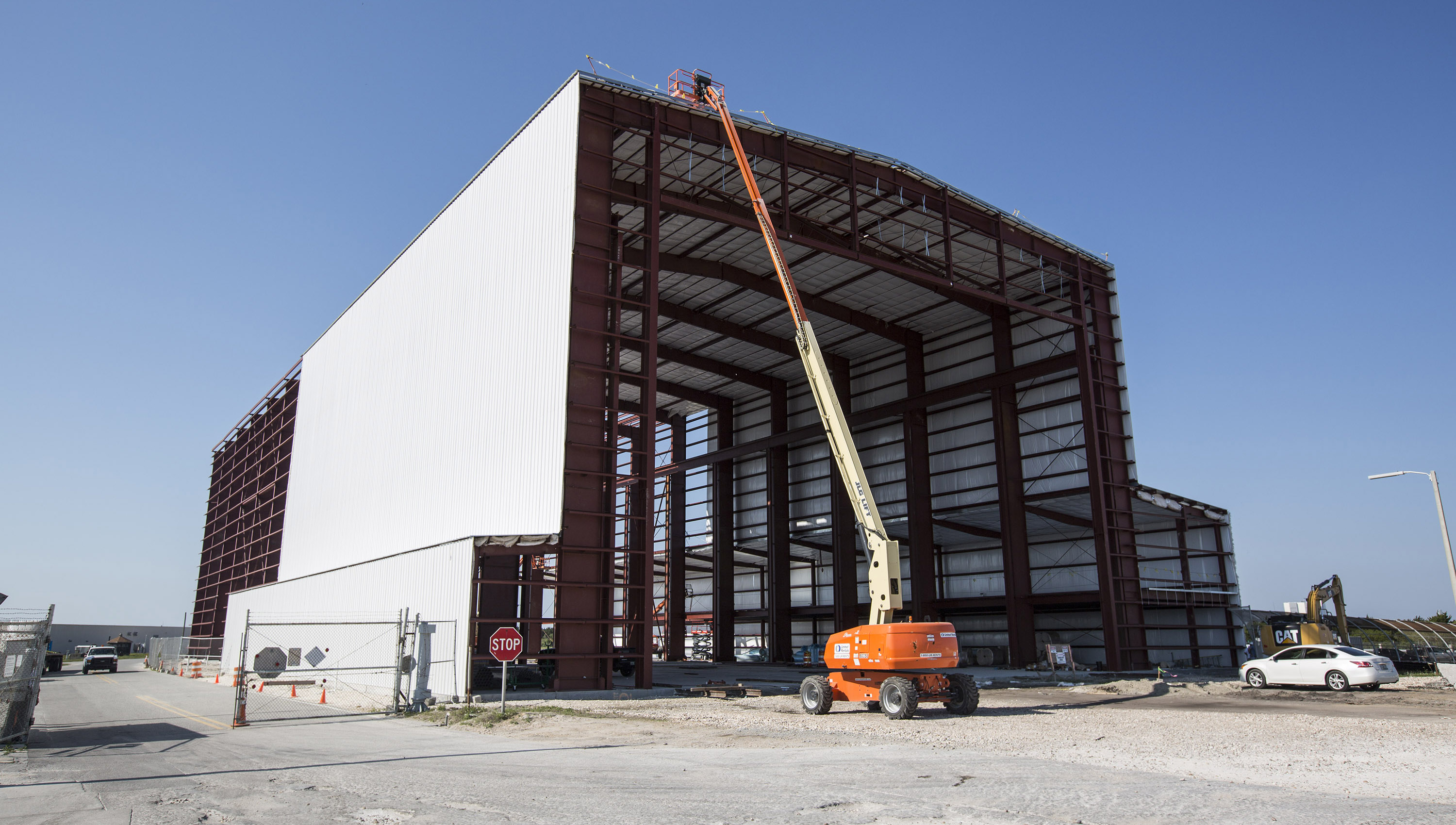
Будівництво ангара

У травні 2013 року був оголошений конкурс на подання заявок по комерційному використанню майданчика. У конкурсі взяли участь компанія SpaceX, яка мала намір взяти майданчик в ексклюзивне користування для запуску ракет-носіїв Falcon 9 і Falcon Heavy, і компанія Blue Origin, яка планувала використовувати майданчик для запусків своєї майбутньої орбітальної ракети-носія, а також пропонувала можливість використання майданчики іншим компаніям для запуску ракет. У зв'язку з тим, що у SpaceX вже були контракти на запуски в найближчі роки і вона готова була інвестувати в комплекс в найближчій перспективі, а ракета-носій Blue Origin перебувала на ранніх стадіях розробки, перевагу було віддано заявці SpaceX. 13 грудня 2013 року було анонсовано угоду НАСА з компанією про оренду майданчика.
14 квітня 2014 року був підписаний договір оренди між НАСА і SpaceX, за яким стартовий майданчик LC-39A передається в ексклюзивне користування SpaceX на 20 років. Планувалося будівництво нового ангара горизонтального складання ракет біля стартового майданчика. Компанія мала намір перенести на цей майданчик комерційні запуски космічних кораблів для НАСА, пілотованих і вантажних, після введення його в експлуатацію.

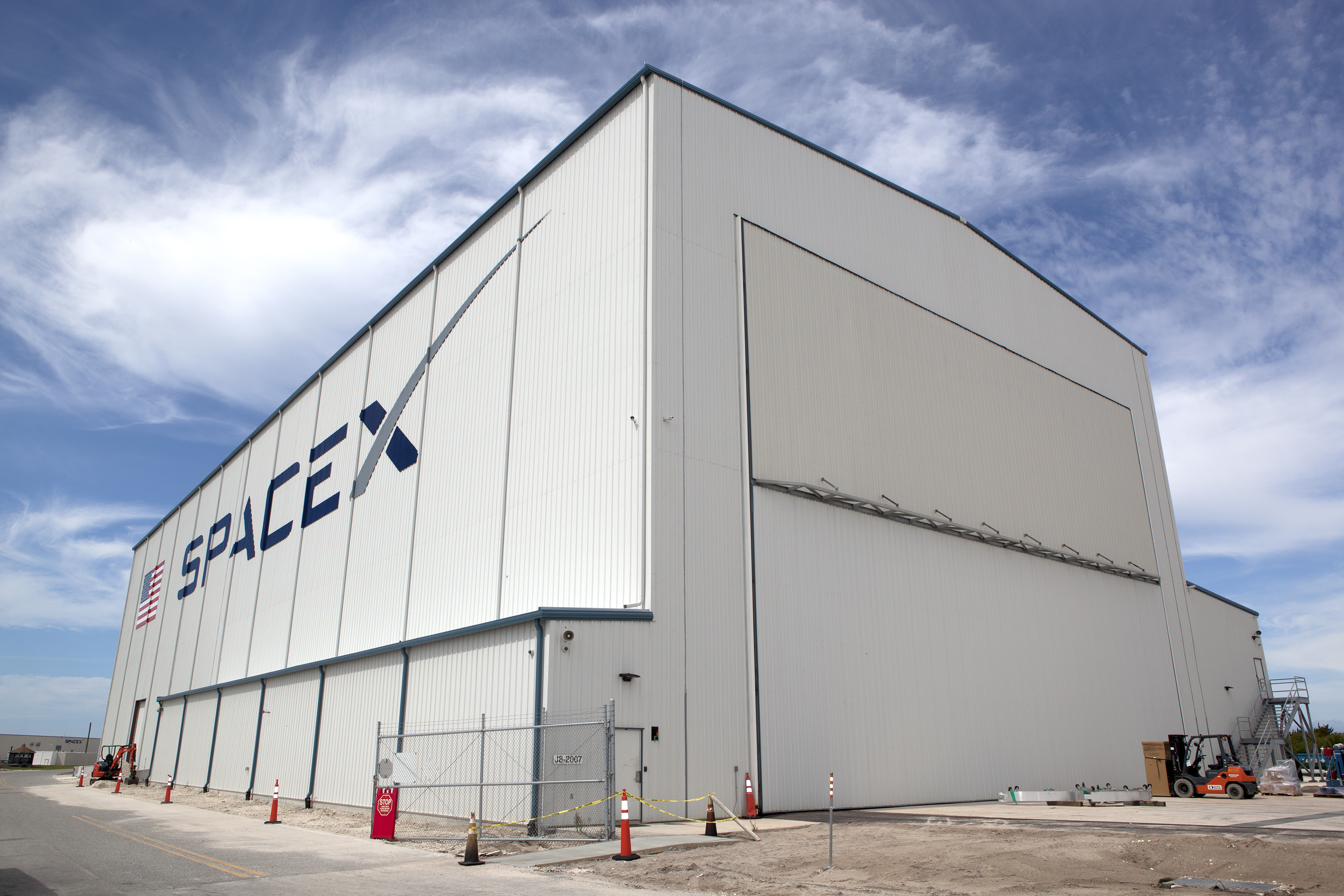
Ангар горизонтального складання

SpaceX не планує використання будівлі вертикальної збірки і гусеничних транспортерів для своїх пускових операцій, на початку 2015 року на південь від майданчика розпочалося будівництво ангара горизонтальної збірки (англ. Horizontal Integration Facility), де планують проводити інтеграцію ступенів ракет-носіїв і корисного навантаження. Зібрана, не заправлена ракета буде вивозиться на стартовий майданчик за допомогою транспортера-підйомника (англ. Transporter Erector), потім підніматися ним у вертикальне положення і забезпечувати підтримку та гнучкі відведення для заправки паливом, електроживленням, комунікацією. Компанія планує використовувати ємність для зберігання рідкого кисню, що застосовувалася для запуску Шатлів. Нові баки для гасу змонтовані на північний схід від майданчика. Існуючу нерухому конструкцію обслуговування з вежею громовідводу планують додатково структурно посилити, вона буде використовуватися для установки рухомої «руки» для здійснення посадки екіпажу в пілотований корабель. Також на верхівці планують в майбутньому встановити підйомний кран, який буде здійснювати установку на ракету того корисного навантаження, яке не може бути інтегроване при горизонтальному складанні через конструктивні вимоги, що часто буває із військовими супутниками.
Будівництво ангара завершено наприкінці 2015, в листопаді 2016 року проведено випробування транспортера-підйомника, який також забезпечує підтримку ракети на стартовому столі і підведення до неї паливних шлангів, електропостачання і зв'язку.

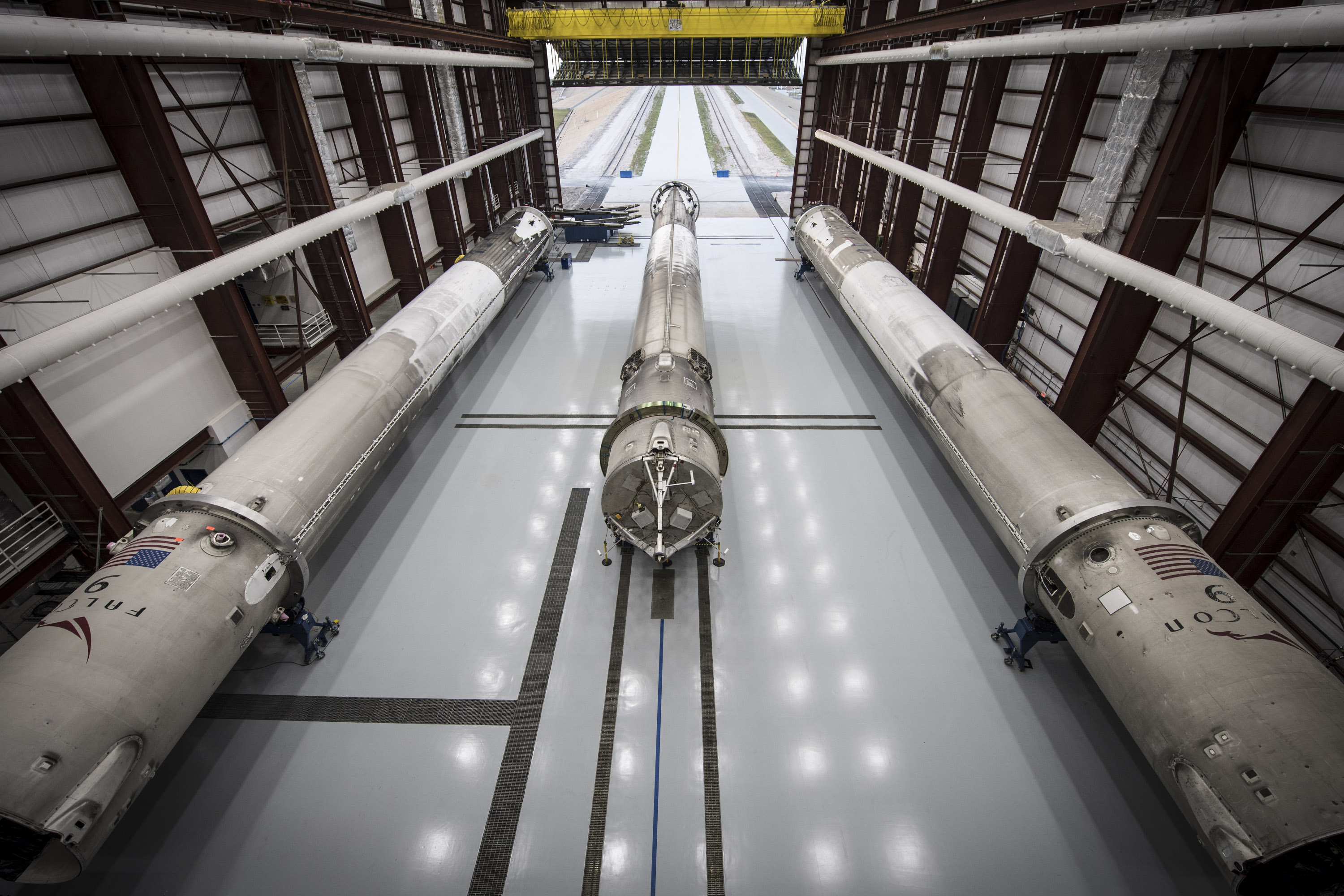
Повернуті ступені в ангарі

Після того, як SpaceX почала успішно садити перші ступені Falcon 9, ангар використовується для їх дослідження і тимчасового зберігання.
12 лютого 2017 року проведено перше статичне вогневе випробування ракети-носія Falcon 9 на стартовому майданчику.
Перший запуск Falcon 9 із стартового майданчика LC-39A відбувся 19 лютого 2017 року, в рамках місії постачання SpaceX CRS-10. Використовується друга методика відведення підтримуючої ракету структури-підйомника. На відміну від методу, що використовувався на майданчиках SLC-40 і SLC-4E, коли підйомник відводиться від ракети на кут близько 70° за кілька хвилин до запуску, на майданчику LC-39A підтримуюча структура залишається безпосередньо біля ракети до самого моменту старту і швидко відводиться в сторону відразу після відриву ракети від стартового столу.
Ракета Falcon Heavy також вперше запущена звідси, перший запуск запланований на початок 2018 року.
Майданчик буде використовуватися для запуску пілотованого космічного корабля Dragon 2, перший безпілотний запуск якого SpaceX DM-1 намічений на серпень 2018 року, а пілотований SpaceX DM-2 — на грудень 2018 року.

### LC-39B

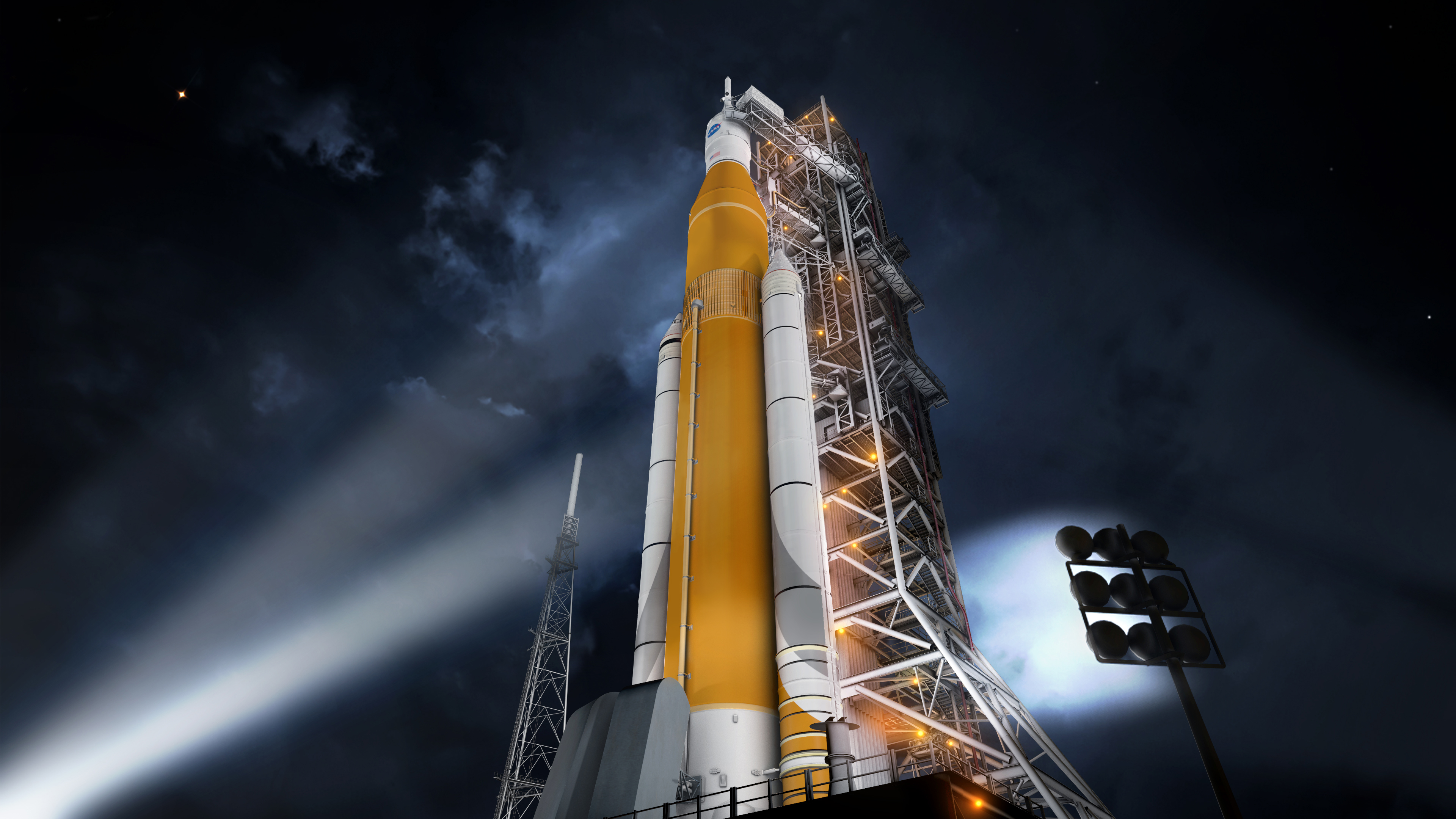
Художнє зображення ракети SLS на стартовому майданчику

Стартий майданчик LC-39B модернізується для запусків ракети-носія SLS з пілотованим космічним кораблем «Оріон», перший безпілотний пуск заплановано на кінець 2018 року. Також планується використання майданчика для комерційних пусків.
Нерухома і обертова конструкції обслуговування на стартовому майданчику будуть повністю розібрані, SLS буде збиратися на мобільній стартовій платформі зі стартовою кабель-заправною вежею в будівлі вертикальної збірки подібно ракеті «Сатурн V» і потім вивозиться на майданчик модифікованим гусеничним транспортером.

### LC-39С
У 2015 році до південного сходу від майданчика LC-39B збудований невеликий стартовий майданчик, який НАСА передбачає використовувати для запуску різних комерційних ракет легкого класу.

## Список запусків

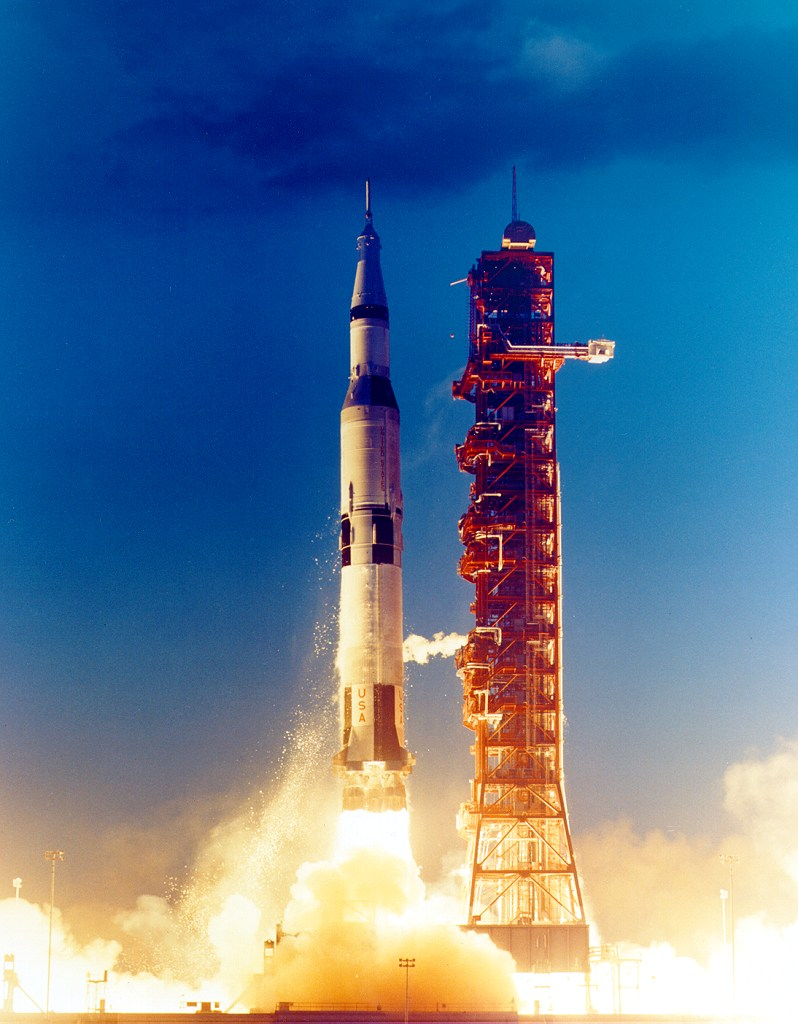
Перший запуск «Сатурн V»

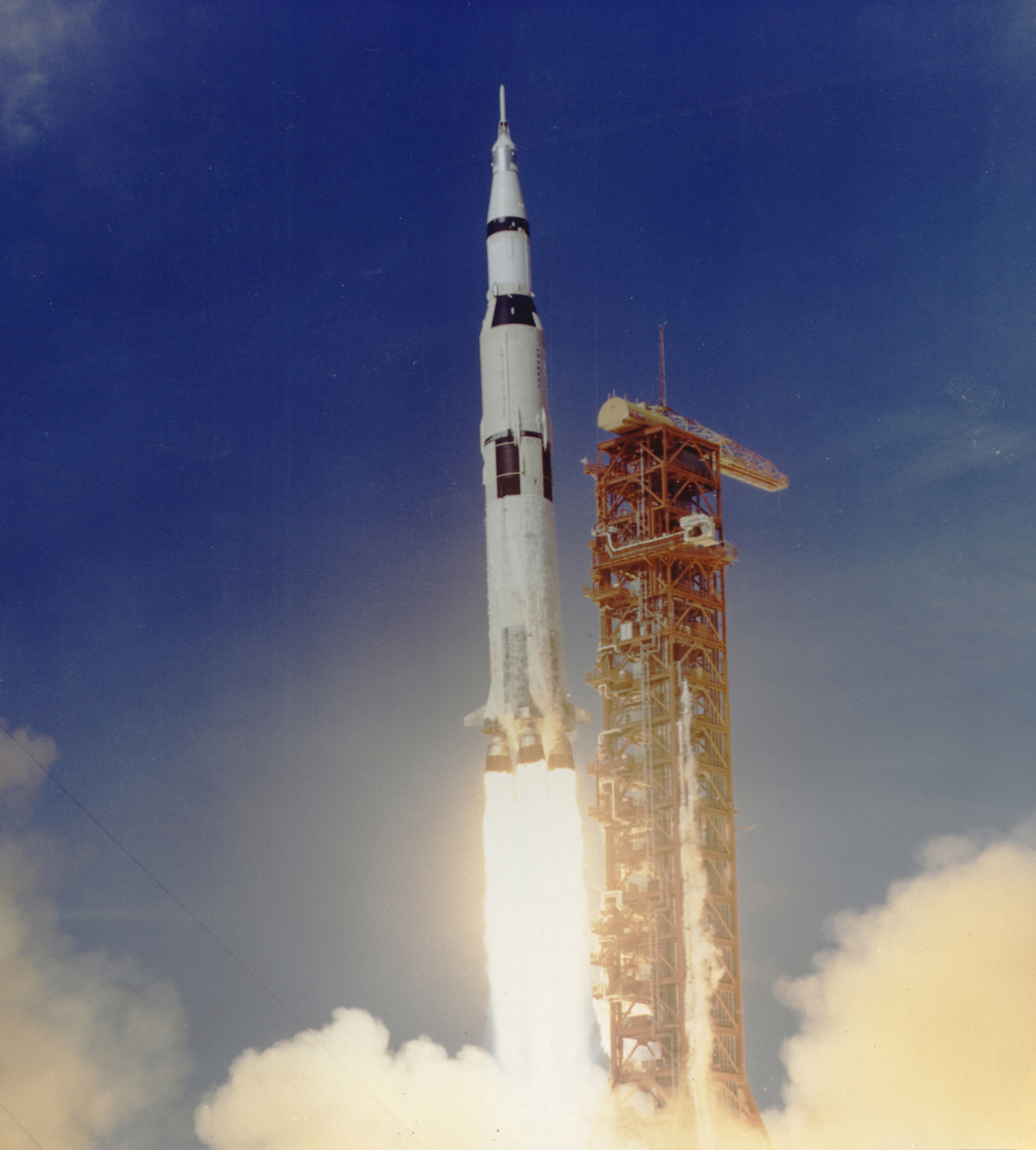
«Аполлон-11». Запуск перших людей, які висадилися на Місяці

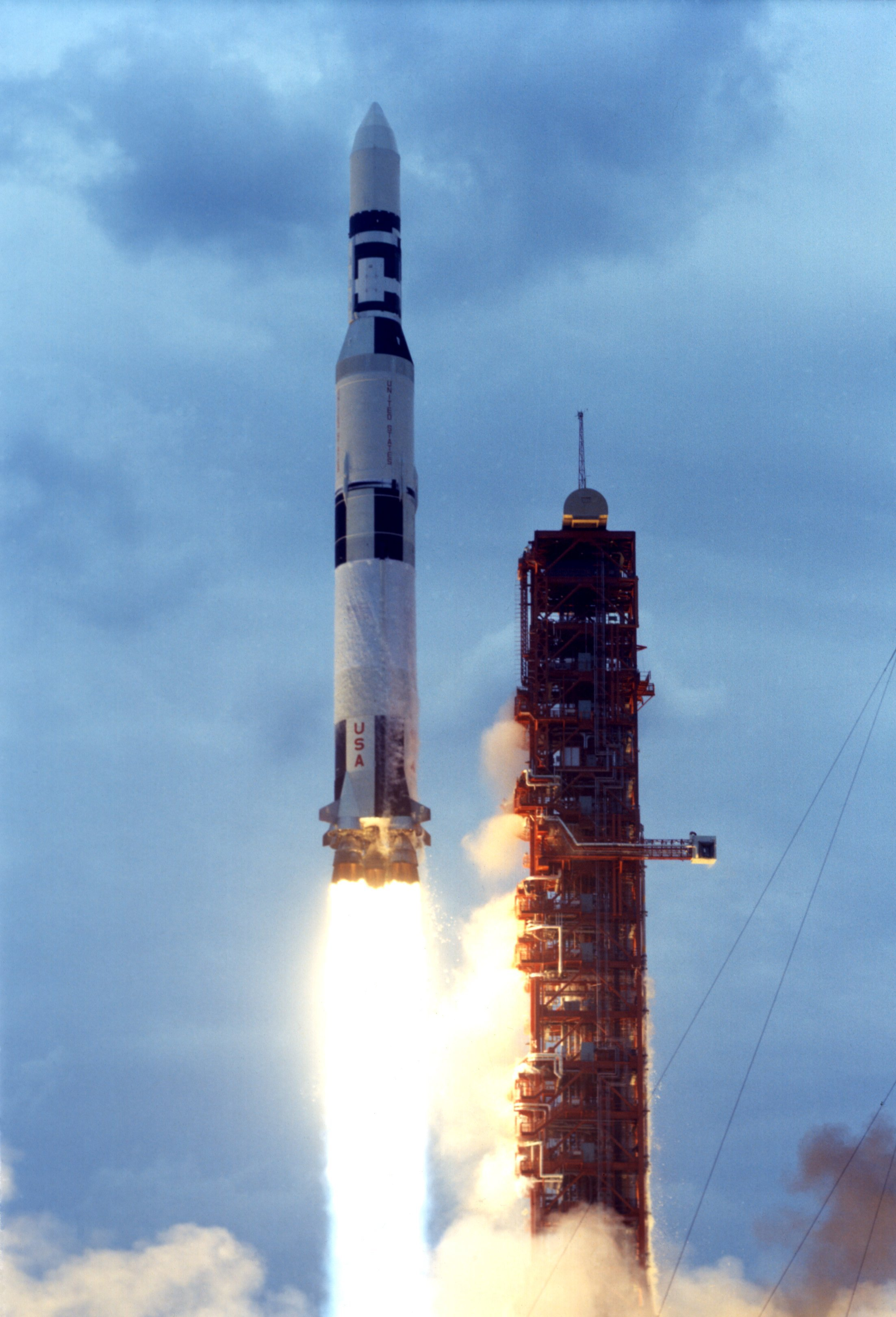
Запуск орбітальної станції «Скайлеб»

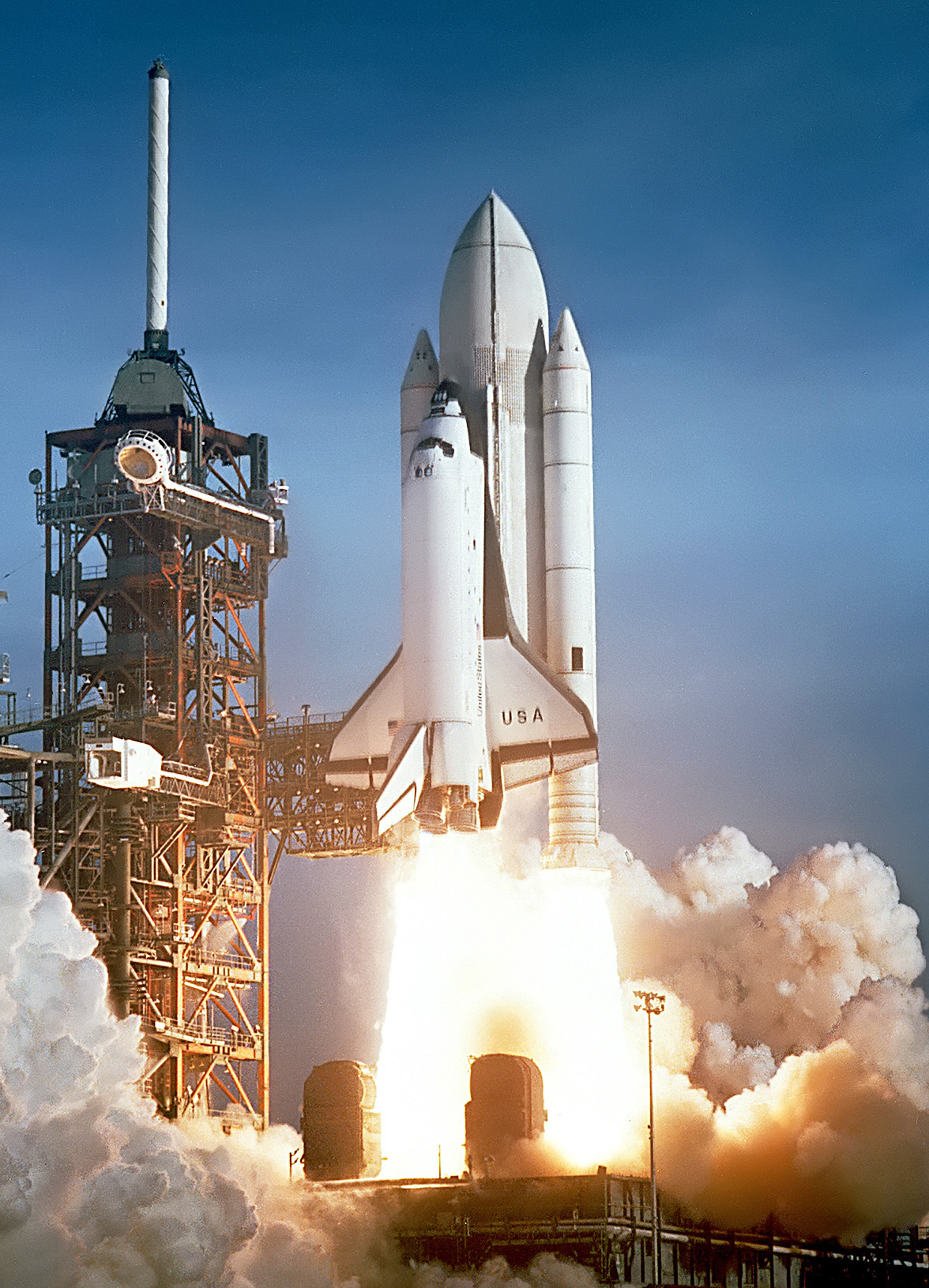
Перший запуск Космічного Шатла, STS-1

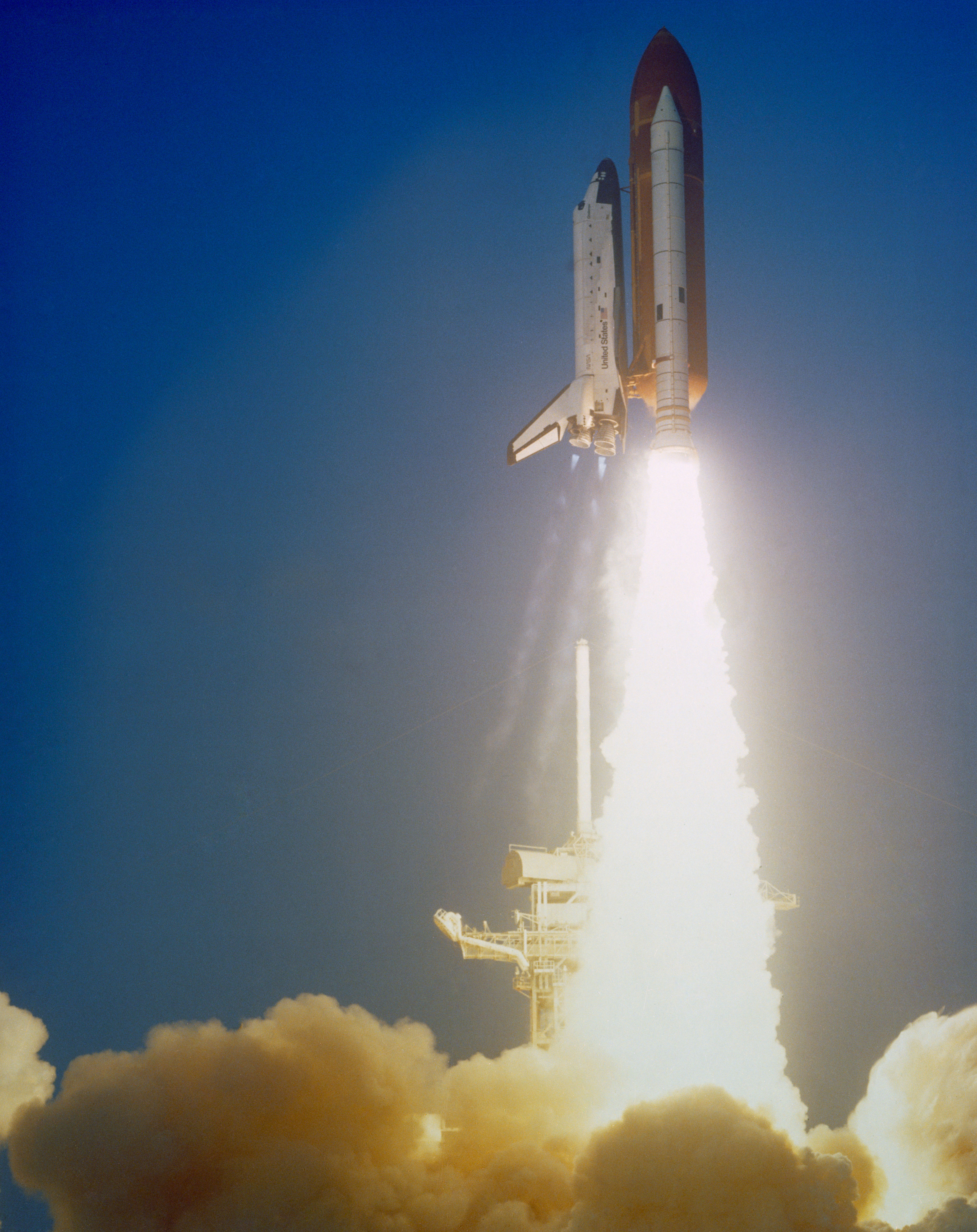
Шаттл «Челленджер», запуск експедиції STS-41C

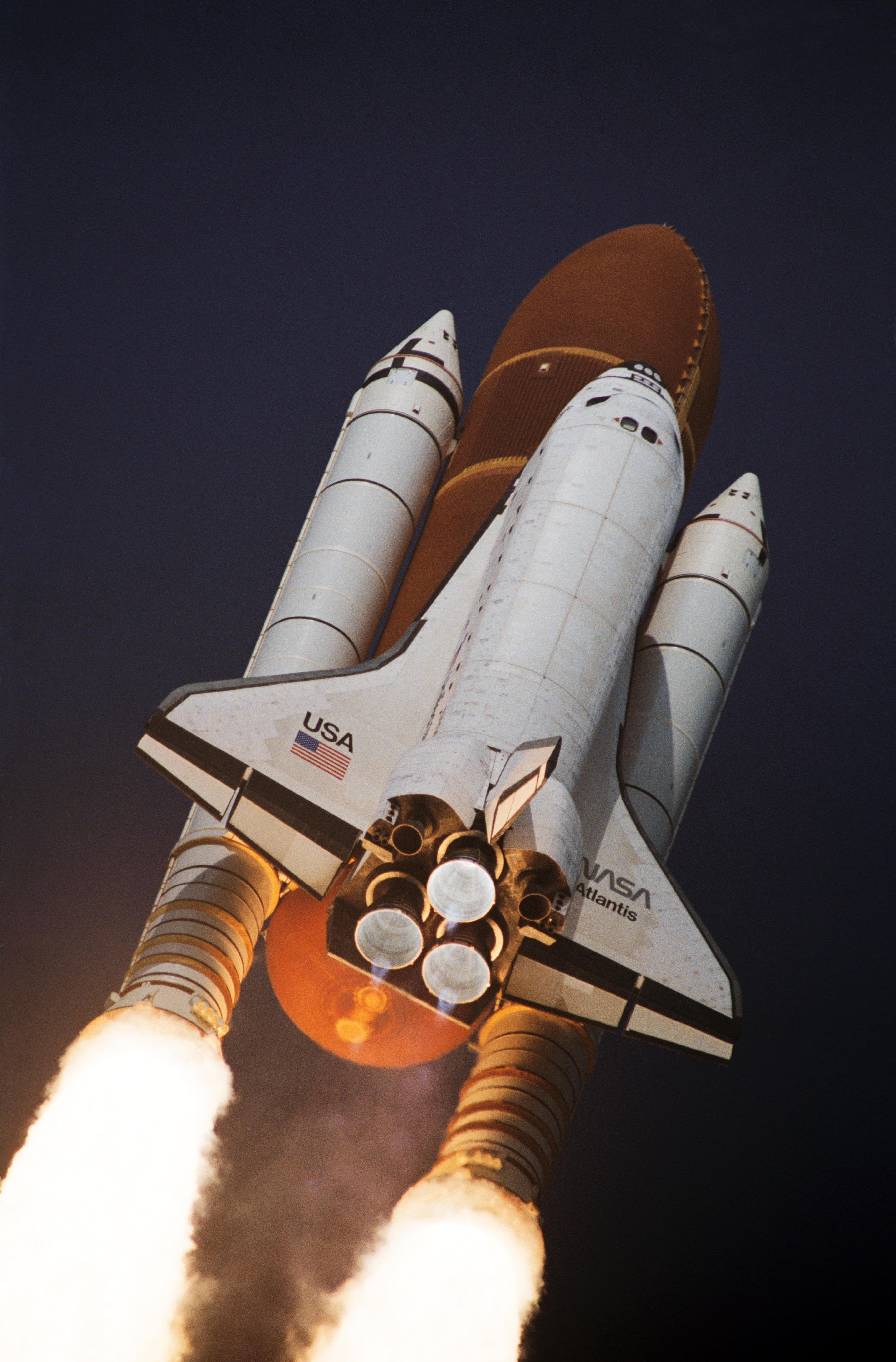
Експедиція «STS-45», шаттл «Атлантіс»

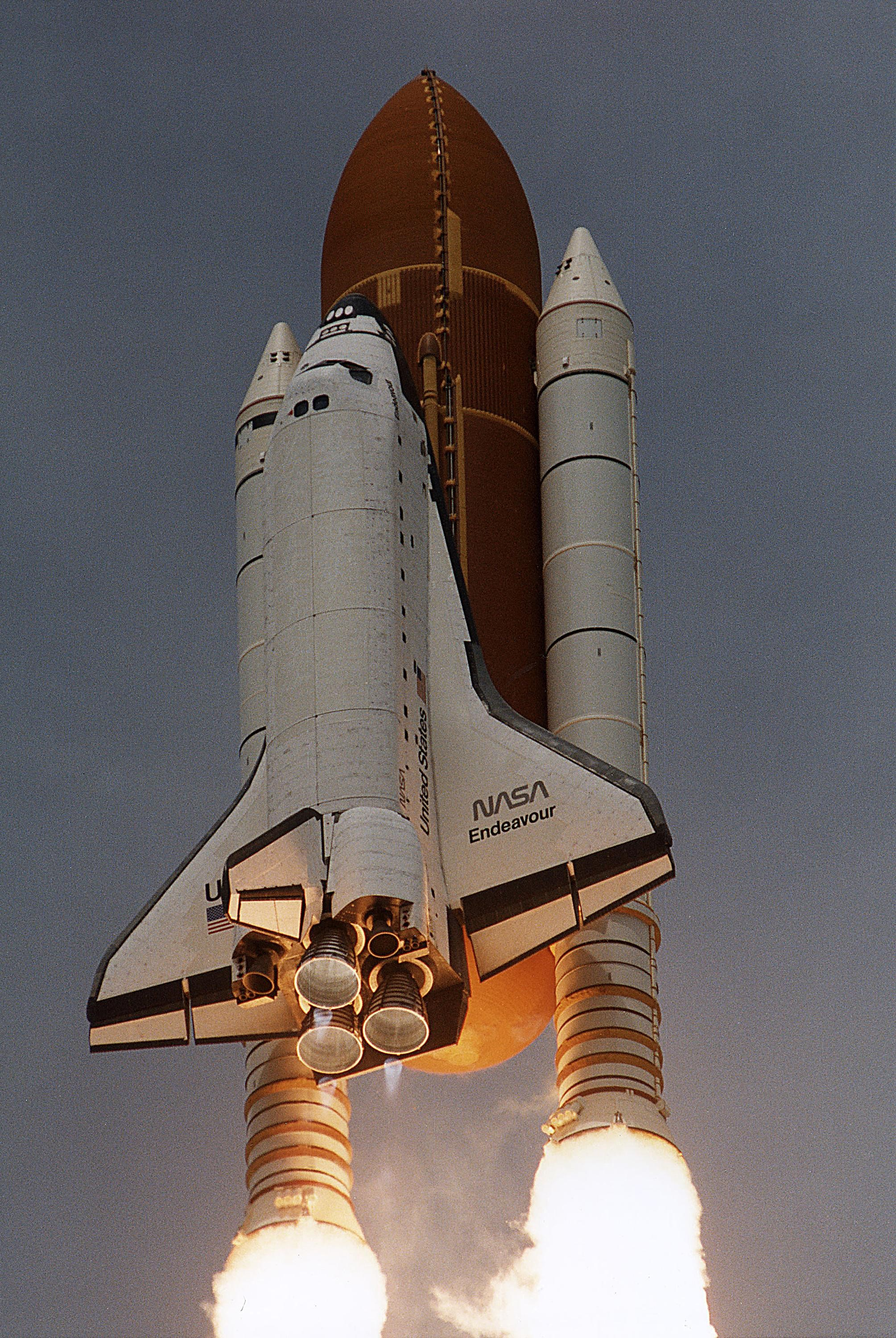
Шаттл «Індевор», експедиція STS-69

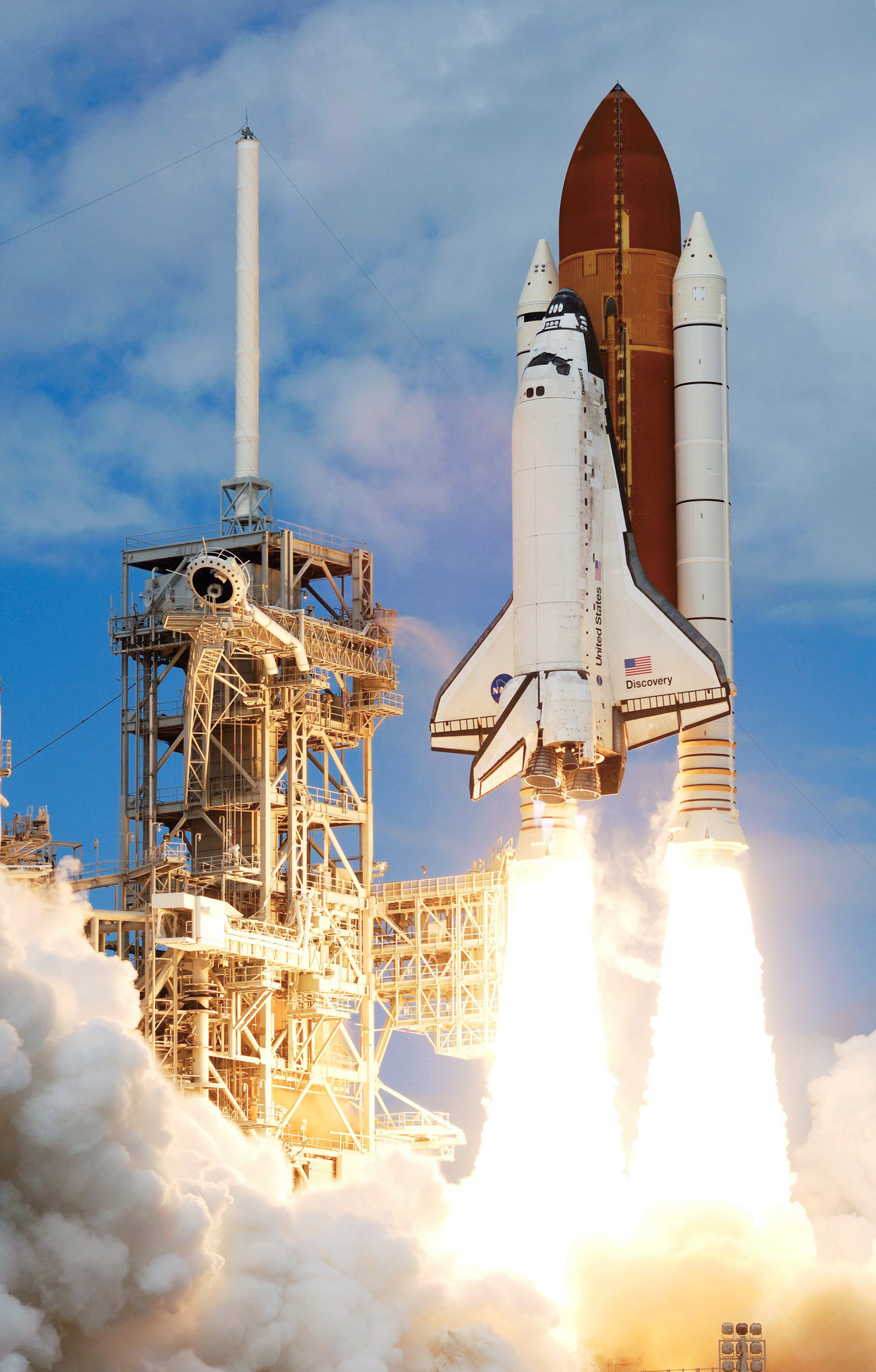
Запуск експедиції STS-120

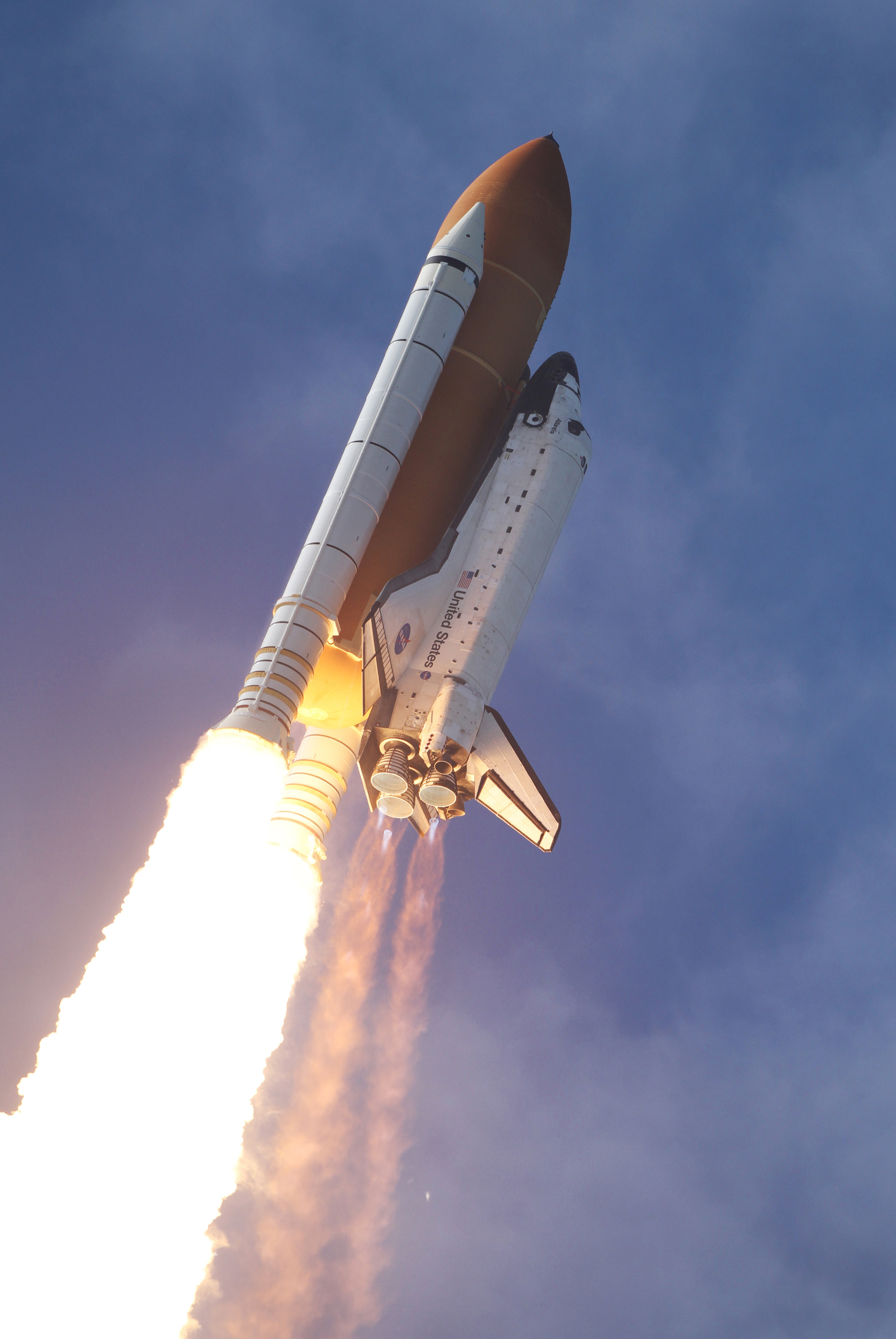
Експедиція STS-129

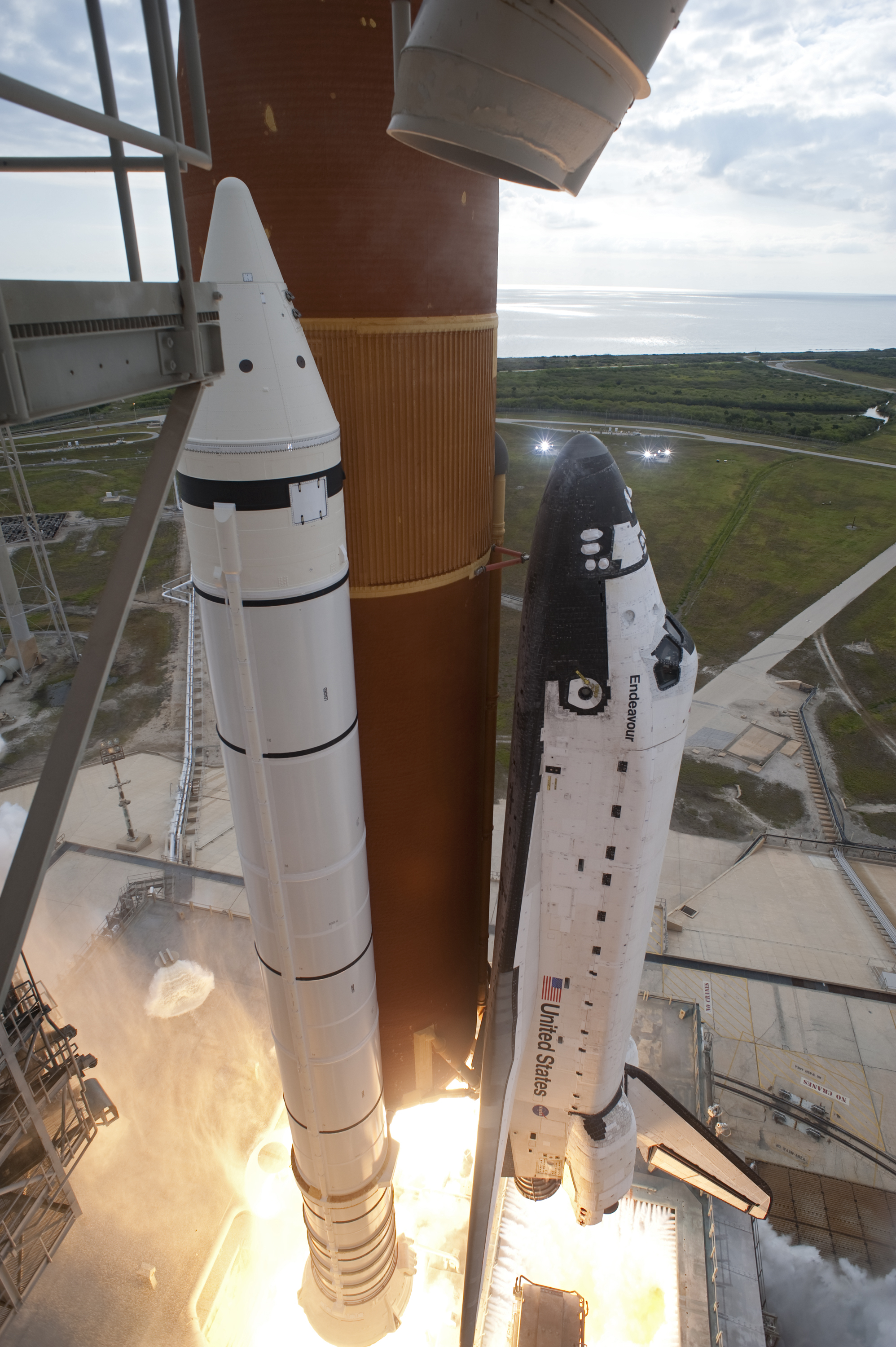
Запуск експедиції STS-134

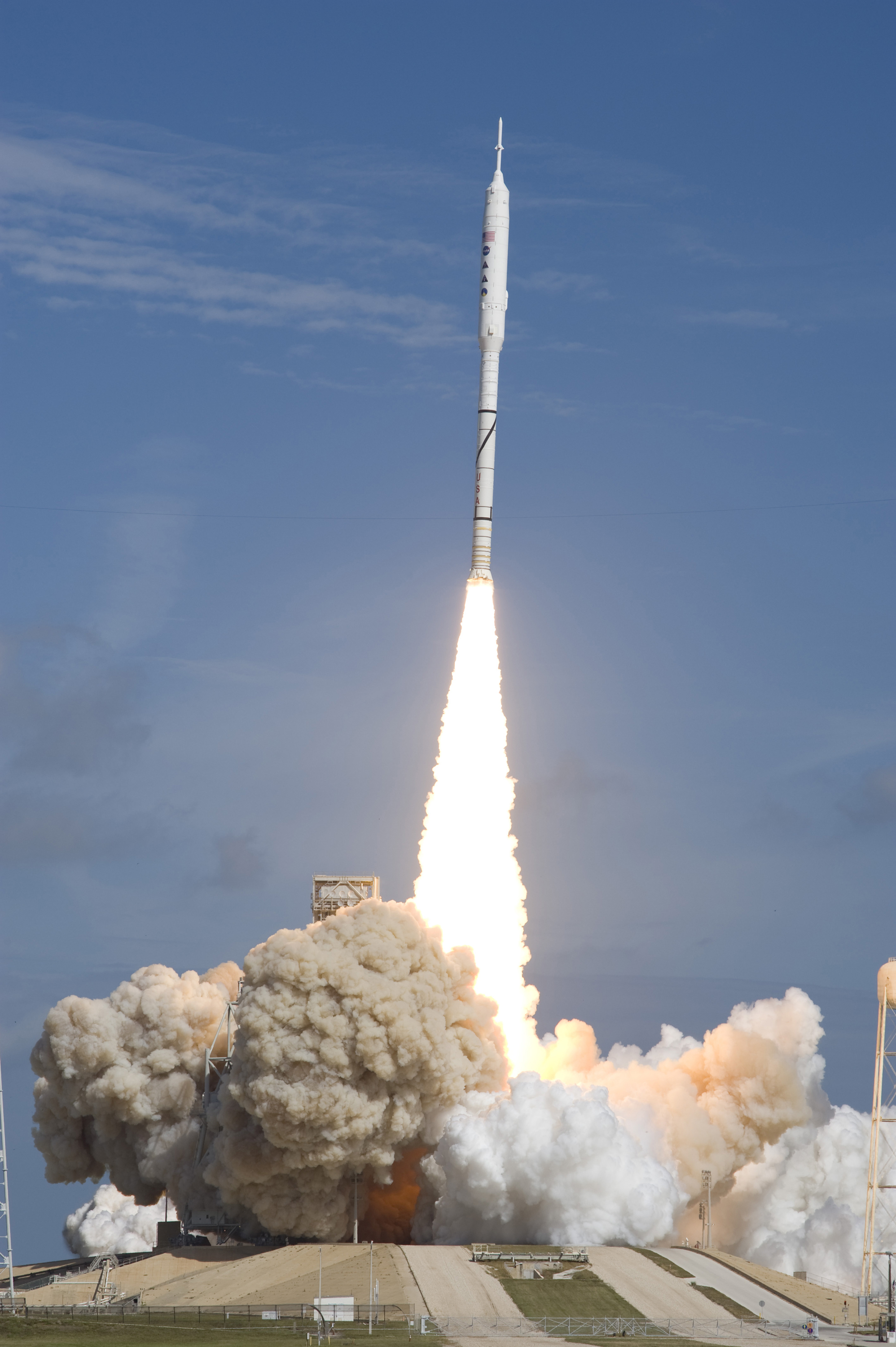
Випробувальний запуск Арес I—X

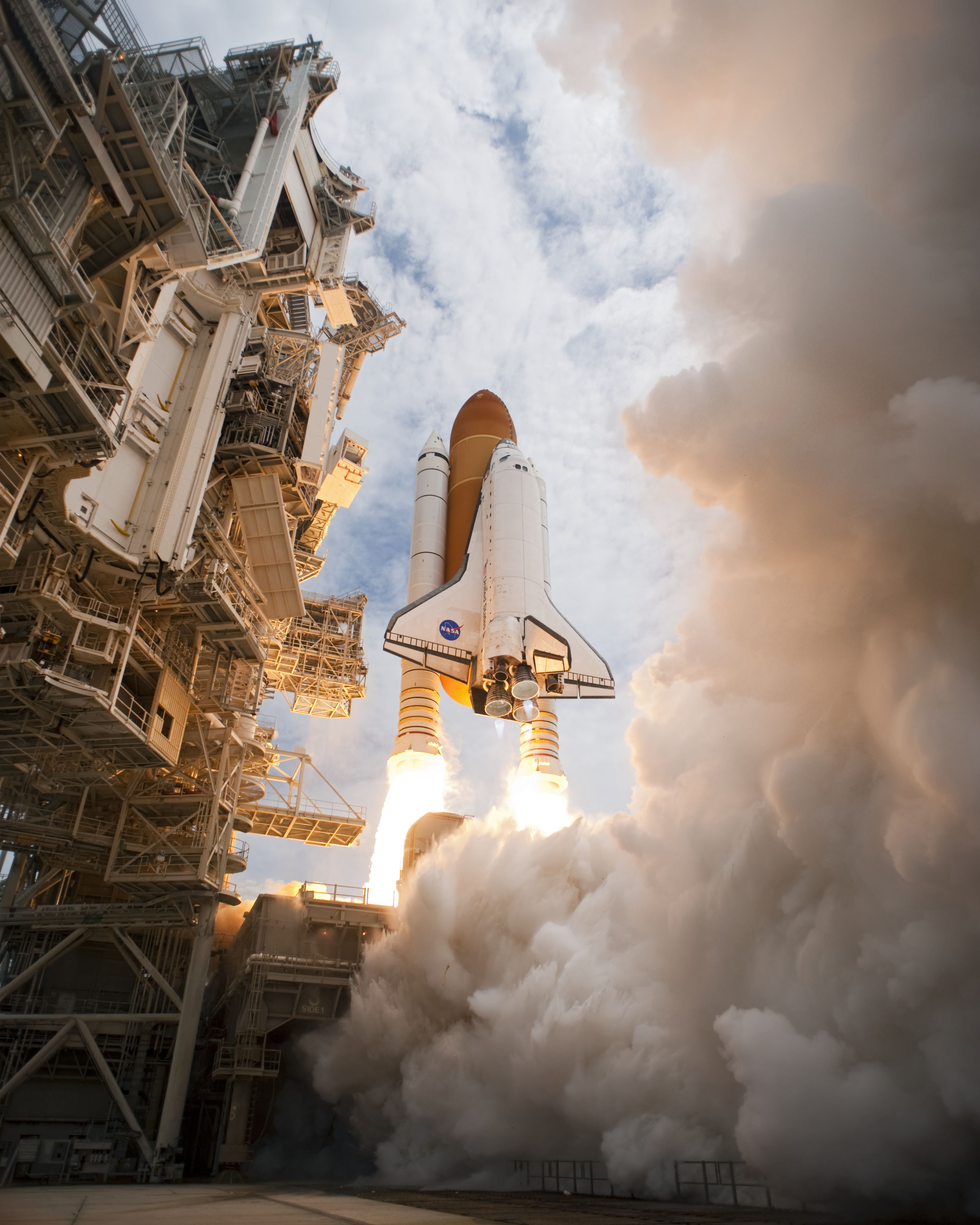
Останній запуск Космічного Шатла, STS-135

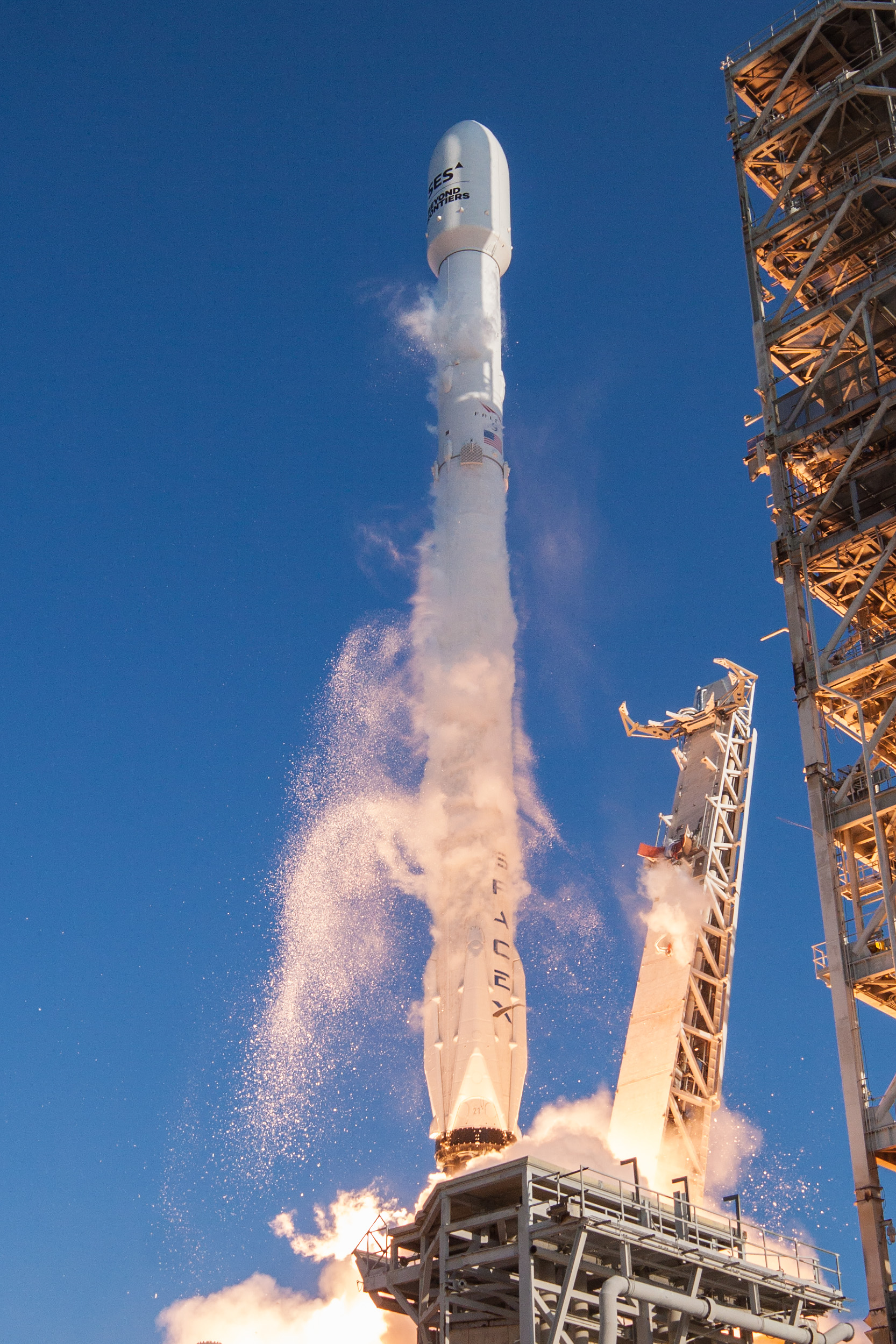
Запуск Falcon 9 c повторно використовуваним першим ступенем, виведення супутника SES-10

| №   | Дата (UTC) | ПУ | Ракета- носій        | Місія          | Орбита         | Результат        |
| --- | ---------- | -- | -------------------- | -------------- | -------------- | ---------------- |
| 1   | 09.11.1967 | A  | Сатурн V             | Аполлон-4      | ВЭО            | Успіх            |
| 2   | 4.04.1968  | A  | Сатурн V             | Аполлон-6      | ВЭО            | Часткова невдача |
| 3   | 21.12.1968 | A  | Сатурн V             | Аполлон-8      | До Місяця      | Успіх            |
| 4   | 3.03.1969  | A  | Сатурн V             | Аполлон-9      | До Місяця      | Успіх            |
| 5   | 18.05.1969 | B  | Сатурн V             | Аполлон-10     | До Місяця      | Успіх            |
| 6   | 16.07.1969 | A  | Сатурн V             | Аполлон-11     | До Місяця      | Успіх            |
| 7   | 14.11.1969 | A  | Сатурн V             | Аполлон-12     | До Місяця      | Успіх            |
| 8   | 11.04.1970 | A  | Сатурн V             | Аполлон-13     | До Місяця      | Успіх            |
| 9   | 31.01.1971 | A  | Сатурн V             | Аполлон-14     | До Місяця      | Успіх            |
| 10  | 26.07.1971 | A  | Сатурн V             | Аполлон-15     | До Місяця      | Успіх            |
| 11  | 16.04.1972 | A  | Сатурн V             | Аполлон-16     | До Місяця      | Успіх            |
| 12  | 7.12.1972  | A  | Сатурн V             | Аполлон-17     | До Місяця      | Успіх            |
| 13  | 14.05.1973 | A  | Сатурн V             | Скайлэб        | ННО            | Успіх            |
| 14  | 25.05.1973 | B  | Сатурн-1Б            | Скайлэб-2      | ННО            | Успіх            |
| 15  | 28.07.1973 | B  | Сатурн-1Б            | Скайлэб-3      | ННО            | Успіх            |
| 16  | 16.11.1973 | B  | Сатурн-1Б            | Скайлэб-4      | ННО            | Успіх            |
| 17  | 15.07.1975 | B  | Сатурн-1Б            | Союз — Аполлон | ННО            | Успіх            |
| 18  | 12.04.1981 | A  | Колумбія             | STS-1          | ННО            | Успіх            |
| 19  | 12.11.1981 | A  | Колумбія             | STS-2          | ННО            | Успіх            |
| 20  | 22.03.1982 | A  | Колумбія             | STS-3          | ННО            | Успіх            |
| 21  | 27.06.1982 | A  | Колумбія             | STS-4          | ННО            | Успіх            |
| 22  | 11.11.1982 | A  | Колумбія             | STS-5          | ННО            | Успіх            |
| 23  | 4.04.1983  | A  | Челленджер           | STS-6          | ННО            | Успіх            |
| 24  | 18.06.1983 | A  | Челленджер           | STS-7          | ННО            | Успіх            |
| 25  | 30.08.1983 | A  | Челленджер           | STS-8          | ННО            | Успіх            |
| 26  | 28.11.1983 | A  | Колумбія             | STS-9          | ННО            | Успіх            |
| 27  | 3.02.1984  | A  | Челленджер           | STS-41B        | ННО            | Успіх            |
| 28  | 6.04.1984  | A  | Челленджер           | STS-41C        | ННО            | Успіх            |
| 29  | 30.08.1984 | A  | Дискавері            | STS-41D        | ННО            | Успіх            |
| 30  | 5.10.1984  | A  | Челленджер           | STS-41G        | ННО            | Успіх            |
| 31  | 8.11.1984  | A  | Дискавері            | STS-51A        | ННО            | Успіх            |
| 32  | 24.01.1985 | A  | Дискавері            | STS-51C        | ННО            | Успіх            |
| 33  | 12.04.1985 | A  | Дискавері            | STS-51D        | ННО            | Успіх            |
| 34  | 29.04.1985 | A  | Челленджер           | STS-51B        | ННО            | Успіх            |
| 35  | 17.06.1985 | A  | Дискавері            | STS-51G        | ННО            | Успіх            |
| 36  | 29.07.1985 | A  | Челленджер           | STS-51F        | ННО            | Успіх            |
| 37  | 27.08.1985 | A  | Дискавері            | STS-51I        | ННО            | Успіх            |
| 38  | 3.10.1985  | A  | Атлантіс             | STS-51J        | ННО            | Успіх            |
| 39  | 30.10.1985 | A  | Челленджер           | STS-61A        | ННО            | Успіх            |
| 40  | 26.11.1985 | A  | Атлантіс             | STS-61B        | ННО            | Успіх            |
| 41  | 12.01.1986 | A  | Колумбія             | STS-61C        | ННО            | Успіх            |
| 42  | 28.01.1986 | B  | Челленджер           | STS-51L        | ННО            | Невдача          |
| 43  | 29.09.1988 | B  | Дискавері            | STS-26         | ННО            | Успіх            |
| 44  | 2.12.1988  | B  | Атлантіс             | STS-27         | ННО            | Успіх            |
| 45  | 13.03.1989 | B  | Дискавері            | STS-29         | ННО            | Успіх            |
| 46  | 4.05.1989  | B  | Атлантіс             | STS-30         | ННО            | Успіх            |
| 47  | 8.08.1989  | B  | Колумбія             | STS-28         | ННО            | Успіх            |
| 48  | 18.10.1989 | B  | Атлантіс             | STS-34         | ННО            | Успіх            |
| 49  | 22.11.1989 | B  | Дискавері            | STS-33         | ННО            | Успіх            |
| 50  | 9.01.1990  | A  | Колумбія             | STS-32         | ННО            | Успіх            |
| 51  | 28.02.1990 | A  | Атлантіс             | STS-36         | ННО            | Успіх            |
| 52  | 24.04.1990 | B  | Дискавері            | STS-31         | ННО            | Успіх            |
| 53  | 6.10.1990  | B  | Дискавері            | STS-41         | ННО            | Успіх            |
| 54  | 15.11.1990 | A  | Атлантіс             | STS-38         | ННО            | Успіх            |
| 55  | 2.12.1990  | B  | Колумбія             | STS-35         | ННО            | Успіх            |
| 56  | 5.04.1991  | B  | Атлантіс             | STS-37         | ННО            | Успіх            |
| 57  | 28.04.1991 | A  | Дискавері            | STS-39         | ННО            | Успіх            |
| 58  | 5.06.1991  | B  | Колумбія             | STS-40         | ННО            | Успіх            |
| 59  | 2.08.1991  | A  | Атлантіс             | STS-43         | ННО            | Успіх            |
| 60  | 12.09.1991 | A  | Дискавері            | STS-48         | ННО            | Успіх            |
| 61  | 24.11.1991 | A  | Атлантіс             | STS-44         | ННО            | Успіх            |
| 62  | 22.01.1992 | A  | Дискавері            | STS-42         | ННО            | Успіх            |
| 63  | 24.03.1992 | A  | Атлантіс             | STS-45         | ННО            | Успіх            |
| 64  | 7.05.1992  | B  | Індевор              | STS-49         | ННО            | Успіх            |
| 65  | 25.06.1992 | A  | Колумбія             | STS-50         | ННО            | Успіх            |
| 66  | 31.07.1992 | B  | Атлантіс             | STS-46         | ННО            | Успіх            |
| 67  | 12.09.1992 | B  | Індевор              | STS-47         | ННО            | Успіх            |
| 68  | 22.10.1992 | B  | Колумбія             | STS-52         | ННО            | Успіх            |
| 69  | 2.12.1992  | A  | Дискавері            | STS-53         | ННО            | Успіх            |
| 70  | 13.01.1993 | B  | Індевор              | STS-54         | ННО            | Успіх            |
| 71  | 8.04.1993  | B  | Дискавері            | STS-56         | ННО            | Успіх            |
| 72  | 26.04.1993 | A  | Колумбія             | STS-55         | ННО            | Успіх            |
| 73  | 21.06.1993 | B  | Індевор              | STS-57         | ННО            | Успіх            |
| 74  | 12.09.1993 | B  | Дискавері            | STS-51         | ННО            | Успіх            |
| 57  | 18.10.1993 | B  | Колумбія             | STS-58         | ННО            | Успіх            |
| 76  | 2.12.1993  | B  | Індевор              | STS-61         | ННО            | Успіх            |
| 77  | 3.02.1994  | A  | Дискавері            | STS-60         | ННО            | Успіх            |
| 78  | 4.03.1994  | B  | Колумбія             | STS-62         | ННО            | Успіх            |
| 79  | 9.04.1994  | A  | Індевор              | STS-59         | ННО            | Успіх            |
| 80  | 8.07.1994  | A  | Колумбія             | STS-65         | ННО            | Успіх            |
| 81  | 9.09.1994  | B  | Дискавері            | STS-64         | ННО            | Успіх            |
| 82  | 30.09.1994 | A  | Індевор              | STS-68         | ННО            | Успіх            |
| 83  | 3.11.1994  | B  | Атлантіс             | STS-66         | ННО            | Успіх            |
| 84  | 3.02.1995  | B  | Дискавері            | STS-63         | ННО            | Успіх            |
| 85  | 2.03.1995  | A  | Індевор              | STS-67         | ННО            | Успіх            |
| 86  | 27.06.1995 | A  | Атлантіс             | STS-71         | ННО            | Успіх            |
| 87  | 13.07.1995 | B  | Дискавері            | STS-70         | ННО            | Успіх            |
| 88  | 7.09.1995  | A  | Індевор              | STS-69         | ННО            | Успіх            |
| 89  | 20.10.1995 | B  | Колумбія             | STS-73         | ННО            | Успіх            |
| 90  | 12.11.1995 | A  | Атлантіс             | STS-74         | ННО            | Успіх            |
| 91  | 11.01.1996 | B  | Індевор              | STS-72         | ННО            | Успіх            |
| 92  | 22.02.1996 | B  | Колумбія             | STS-75         | ННО            | Успіх            |
| 93  | 22.03.1996 | B  | Атлантіс             | STS-76         | ННО            | Успіх            |
| 94  | 19.05.1996 | B  | Індевор              | STS-77         | ННО            | Успіх            |
| 95  | 20.06.1996 | B  | Колумбія             | STS-78         | ННО            | Успіх            |
| 96  | 16.09.1996 | A  | Атлантіс             | STS-79         | ННО            | Успіх            |
| 97  | 19.11.1996 | B  | Колумбія             | STS-80         | ННО            | Успіх            |
| 98  | 12.01.1997 | B  | Атлантіс             | STS-81         | ННО            | Успіх            |
| 99  | 11.02.1997 | A  | Дискавері            | STS-82         | ННО            | Успіх            |
| 100 | 4.04.1997  | A  | Колумбія             | STS-83         | ННО            | Успіх            |
| 101 | 15.05.1997 | A  | Атлантіс             | STS-84         | ННО            | Успіх            |
| 102 | 1.07.1997  | A  | Колумбія             | STS-94         | ННО            | Успіх            |
| 103 | 7.08.1997  | A  | Дискавері            | STS-85         | ННО            | Успіх            |
| 104 | 25.09.1997 | A  | Атлантіс             | STS-86         | ННО            | Успіх            |
| 105 | 19.11.1997 | B  | Колумбія             | STS-87         | ННО            | Успіх            |
| 106 | 22.01.1998 | A  | Індевор              | STS-89         | ННО            | Успіх            |
| 107 | 17.04.1998 | B  | Колумбія             | STS-90         | ННО            | Успіх            |
| 108 | 2.06.1998  | A  | Дискавері            | STS-91         | ННО            | Успіх            |
| 109 | 29.10.1998 | B  | Дискавері            | STS-95         | ННО            | Успіх            |
| 110 | 4.12.1998  | A  | Індевор              | STS-88         | ННО            | Успіх            |
| 111 | 27.05.1999 | B  | Дискавері            | STS-96         | ННО            | Успіх            |
| 112 | 23.07.1999 | B  | Колумбія             | STS-93         | ННО            | Успіх            |
| 113 | 19.12.1999 | B  | Дискавері            | STS-103        | ННО            | Успіх            |
| 114 | 11.02.2000 | A  | Індевор              | STS-99         | ННО            | Успіх            |
| 115 | 19.05.2000 | A  | Атлантіс             | STS-101        | ННО            | Успіх            |
| 116 | 8.09.2000  | B  | Атлантіс             | STS-106        | ННО            | Успіх            |
| 117 | 11.10.2000 | A  | Дискавері            | STS-92         | ННО            | Успіх            |
| 118 | 30.11.2000 | B  | Індевор              | STS-97         | ННО            | Успіх            |
| 119 | 7.02.2001  | A  | Атлантіс             | STS-98         | ННО            | Успіх            |
| 120 | 8.03.2001  | B  | Дискавері            | STS-102        | ННО            | Успіх            |
| 121 | 19.04.2001 | A  | Індевор              | STS-100        | ННО            | Успіх            |
| 122 | 12.07.2001 | B  | Атлантіс             | STS-104        | ННО            | Успіх            |
| 123 | 10.08.2001 | A  | Дискавері            | STS-105        | ННО            | Успіх            |
| 124 | 5.12.2001  | B  | Індевор              | STS-108        | ННО            | Успіх            |
| 125 | 1.03.2002  | A  | Колумбія             | STS-109        | ННО            | Успіх            |
| 126 | 8.04.2002  | B  | Атлантіс             | STS-110        | ННО            | Успіх            |
| 127 | 5.06.2002  | A  | Індевор              | STS-111        | ННО            | Успіх            |
| 128 | 7.10.2002  | B  | Атлантіс             | STS-112        | ННО            | Успіх            |
| 129 | 23.11.2002 | A  | Індевор              | STS-113        | ННО            | Успіх            |
| 130 | 16.01.2003 | A  | Колумбія             | STS-107        | ННО            | Успіх            |
| 131 | 26.07.2005 | B  | Дискавері            | STS-114        | ННО            | Успіх            |
| 132 | 4.07.2006  | B  | Дискавері            | STS-121        | ННО            | Успіх            |
| 133 | 9.09.2006  | B  | Атлантіс             | STS-115        | ННО            | Успіх            |
| 134 | 9.12.2006  | B  | Дискавері            | STS-116        | ННО            | Успіх            |
| 135 | 8.06.2007  | A  | Атлантіс             | STS-117        | ННО            | Успіх            |
| 136 | 8.08.2007  | A  | Індевор              | STS-118        | ННО            | Успіх            |
| 137 | 3.10.2007  | A  | Дискавері            | STS-120        | ННО            | Успіх            |
| 138 | 7.02.2008  | A  | Атлантіс             | STS-122        | ННО            | Успіх            |
| 139 | 11.03.2008 | A  | Індевор              | STS-123        | ННО            | Успіх            |
| 140 | 31.05.2008 | A  | Дискавері            | STS-124        | ННО            | Успіх            |
| 141 | 14.11.2008 | A  | Індевор              | STS-126        | ННО            | Успіх            |
| 142 | 15.03.2009 | A  | Дискавері            | STS-119        | ННО            | Успіх            |
| 143 | 11.05.2009 | A  | Атлантіс             | STS-125        | ННО            | Успіх            |
| 144 | 15.07.2009 | A  | Індевор              | STS-127        | ННО            | Успіх            |
| 145 | 28.08.2009 | A  | Дискавері            | STS-128        | ННО            | Успіх            |
| 146 | 28.10.2009 | B  | Арес-1               | Арес I-Х       | Суборбитальный | Суборбитальный   |
| 147 | 16.11.2009 | A  | Атлантіс             | STS-129        | ННО            | Успіх            |
| 148 | 8.02.2010  | A  | Індевор              | STS-130        | ННО            | Успіх            |
| 149 | 5.04.2010  | A  | Дискавері            | STS-131        | ННО            | Успіх            |
| 150 | 14.05.2010 | A  | Атлантіс             | STS-132        | ННО            | Успіх            |
| 151 | 24.02.2011 | A  | Дискавері            | STS-133        | ННО            | Успіх            |
| 152 | 16.05.2011 | A  | Індевор              | STS-134        | ННО            | Успіх            |
| 153 | 8.07.2011  | A  | Атлантіс             | STS-135        | ННО            | Успіх            |
| 154 | 19.02.2017 | A  | Falcon 9 Full Thrust | SpaceX CRS-10  | ННО            | Успіх            |
| 155 | 16.03.2017 | A  | Falcon 9 Full Thrust | EchoStar 23    | ГПО            | Успіх            |
| 156 | 30.03.2017 | A  | Falcon 9 Full Thrust | SES-10         | ГПО            | Успіх            |
| 157 | 1.05.2017  | A  | Falcon 9 Full Thrust | NROL-76        | ННО            | Успіх            |
| 158 | 15.05.2017 | A  | Falcon 9 Full Thrust | Inmarsat-5 F4  | ГПО            | Успіх            |
| 159 | 3.06.2017  | A  | Falcon 9 Full Thrust | SpaceX CRS-11  | ННО            | Успіх            |